# Operació Port

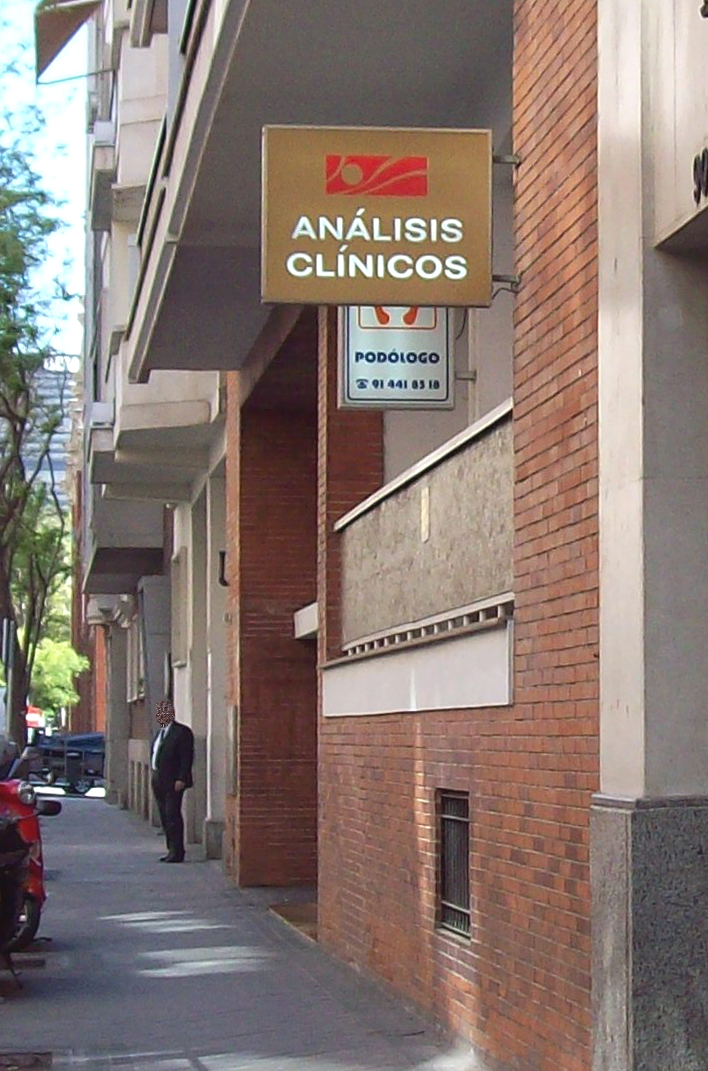
C/ Zurbano núm. 92 (Madrid, Espanya): el Cartell Anàlisis Clíniques anuncia el laboratori del doctor Merino Batres situat a l'entreplanta, un lloc clau per a la xarxa de dopatge desarticulada per la Guàrdia Civil.

L'Operació Port (castellà: Operación Puerto) és una operació espanyola contra el dopatge en l'esport d'elit. Va permetre desarticular una xarxa de dopatge liderada pel doctor Eufemiano Fuentes. Aquesta xarxa venia hormones (incloent EPO, testosterona i altres anabolitzants), medicaments i transfusions sanguínies per millorar el rendiment dels esportistes.
La Guàrdia Civil va començar investigar el febrer de 2006. El 23 de maig van fer els primers escorcolls i detencions. Entre els clients de la xarxa de dopatge hi havia futbolistes, tennistes, ciclistes i atletes. No obstant això, en el sumari del cas l'institut armat només va identificar 58 ciclistes com a clients. La investigació es va veure llastrada al no permetre el jutge Serrano als investigadors que s'analitzés tota la documentació confiscada.
Com que el dopatge no era un delicte en aquell moment a Espanya, el jutge Antonio Serrano només va estudiar un possible delicte contra la salut pública, que només incriminaria els responsables de la xarxa, no els seus clients (els esportistes). El jutge, en no trobar aquest delicte, va arxivar el cas, quedant absolts tots els imputats. L'Audiència Provincial de Madrid va ordenar en dues ocasions la reobertura del cas, trobant-se en aquests moments a l'espera d'un judici oral.
A més, el jutge Serrano es va negar a facilitar als organismes esportius internacionals (AMA i UCI) les proves recaptades durant la investigació. Això va impedir que els esportistes identificats com a clients de la xarxa van ser sancionats.
La manca de col·laboració de les autoritats espanyoles per poder sancionar els clients, països com Alemanya i Itàlia van investigar directament. Van poder identificar i sancionar sis clients esportistes, tots excepte un, ja identificats per la Guàrdia Civil.

## Investigació de la Guàrdia Civil

### Origen de la investigació
Encara que en un primer moment no es va especificar el motiu que va desencadenar les investigacions, el diari El Mundo va indicar que haurien estat impulsades després del positiu per EPO, i posterior desqualificació, (després d'haver pujat com a guanyador de la general al podi final) del ciclista espanyol Roberto Heras, de l'equip Liberty Seguros, en la Volta a Espanya 2005 i les denúncies efectuades dos anys enrere per Jesús Manzano. En aquest sentit, en l'informe detallat i elaborat per la Guàrdia Civil es ressaltava la importància de les declaracions i confessions efectuades per Manzano, exciclista de l'equip Kelme (rebatejat després Comunitat Valenciana). El diari El País també va publicar que hi hauria hagut una delació als investigadors d'algú pertanyent al món del ciclisme, la identitat del qual s'ha mantingut en secret. Així mateix, el diari ABC va afegir que, en el transcurs de l'Operació Mamut que va desarticular sis laboratoris clandestins en Madrid i Barcelona, ja s'havien oposat indicis que assenyalaven a Eufemiano Fuentes.
Jesús Manzano havia denunciat públicament el març de 2004 en el diari As que el dopatge era una pràctica estesa i generalitzada en el ciclisme professional, i va explicar amb detall com es realitzava en el cas que ell coneixia, l'equip Kelme. Així, Manzano va donar els següents detalls:
- Metges: Manzano va assenyalar directament Eufemiano Fuentes (llavors metge del Kelme), i va donar també els noms de Yolanda Fuentes (germana d'Eufemiano), Alfredo Córdova i Walter Chivu, a més d'esmentar el metge esportiu italià Luigi Cecchini com algú molt proper a Eufemiano.[7] José Luis Merino Batres també figurava entre els metges denunciats per Manzano.[8]

- Llocs: Manzano va explicar que l'adreça Zurbano 92 era un lloc clau de la xarxa, on es feien les anàlisis de ciclistes. També va parlar de l'habitació 101 de l'Hotel Aida, de Torrejón de Ardoz, on Eufemiano hauria tingut el seu estudi.[7]
- Mètodes: Manzano va parlar, sense embuts, dels procediments dopants, i va destacar les transfusions sanguínies: extreure sang per guardar-la a baixa temperatura i reinjectar-la per millorar el rendiment. Segons va explicar, en aquella època no s'identificava el ciclista en guardar les bosses, provocant reaccions de rebuig i problemes de salut en les ocasions en les quals la sang injectada no fos compatible, fet que ell hauria experimentat en primera persona.[7] També va parlar de fàrmacs i substàncies prohibides en l'esport, tals com l'EPO, l'HGC Lepori o l'Andriol, entre molts altres.[7] Així mateix, va detallar que els metges de l'equip realitzaven l'anàlisi a l'hotel de concentració durant la competició, per assegurar-se que els ciclistes no donarien positiu en els controls.[7]

Aquestes confessions van crear una gran polèmica i van ser durament criticades per l'entorn ciclista. Tant és així, que Manzano va arribar a rebre, fins i tot, amenaces de mort, denunciades davant de la Guàrdia Civil. El jutge espanyol que el va interrogar, Guillermo Jiménez, va decidir no obrir una investigació, perquè el dopatge no era un delicte segons la legislació espanyola i no va trobar prou proves.
No obstant això, la investigació de la Guàrdia Civil va confirmar el testimoni de Manzano, tal com es recull en l'informe. S'hi reconeix expressament la veracitat de les denúncies de Manzano a tots els nivells: noms, llocs i pràctiques. Manzano va expressar la seva satisfacció perquè havia quedat demostrat que ell havia dit la veritat.

### Seguiments
Les investigacions van començar el febrer de 2006. Durant tres mesos (fins al 23 de maig, data de les detencions i els escorcolls), la Guàrdia Civil va començar a seguir la pista de certes persones que oferien serveis de dopatge, en forma de dopatge sanguini o mitjançant medicaments. Els agents van denominar Autotransfusión a la xarxa de dopatge objecte de les seves investigacions.
Així, es van localitzar els punts utilitzats per la xarxa de dopatge per desenvolupar les seves activitats, estant la major part d'ells en el centre de Madrid. Es van punxar telèfons per gravar nombroses converses telefòniques entre els responsables i clients de la trama, que serien de gran importància per desxifrar els noms en clau trobats en la documentació i bosses sanguínies confiscades durant els escorcolls. Així mateix, es va fotografiar i va gravar en vídeo l'entrada i sortida de diversos clients (acompanyats dels responsables de la trama), en les dependències de la xarxa que ja estaven sent vigilades, fet que seria també rellevant per identificar a alguns clients després dels noms en clau utilitzats.

### Detencions

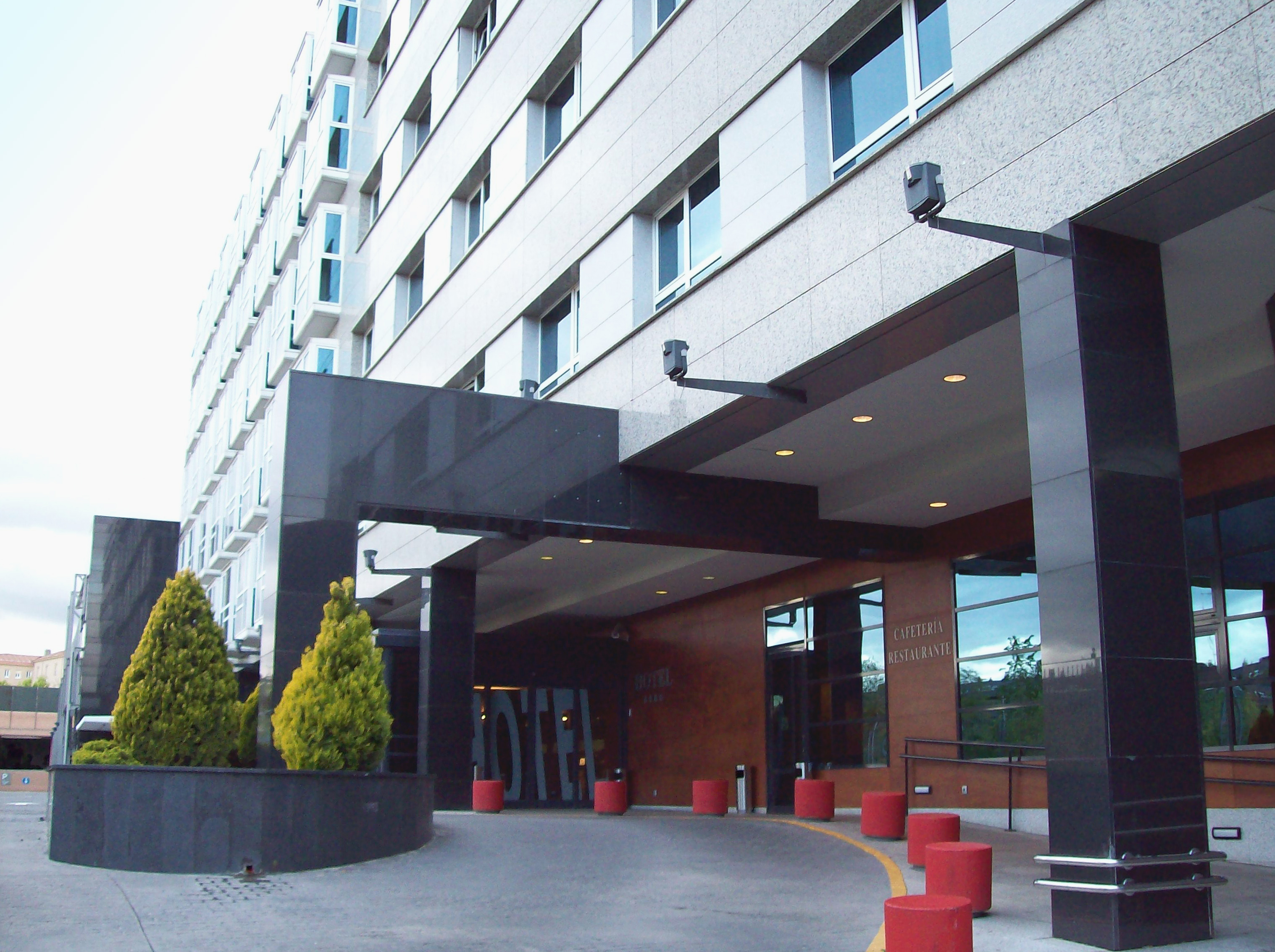
Accés a la cafeteria del Hotel Pío XII de Madrid on es van reunir Fuentes, Merino Batres i Saiz poc abans de ser detinguts per la Guàrdia Civil, el 23 de maig de 2006.

El 23 de maig de 2006, la Guàrdia Civil va procedir a la detenció en Madrid, San Lorenzo de El Escorial i Saragossa dels presumptes responsables de la trama de dopatge sobre la base de la informació recopilada fins a aquest moment:
- Eufemiano Fuentes, doctor canari especialitzat en medicina esportiva.[8][11] Detingut a la sortida de la cafeteria de l'Hotel Pío XII de Madrid, després de reunir-se amb Merino i Saiz.[2] Controvertit durant anys per la seva possible (i fins llavors mai provada) implicació en el dopatge dins de diverses disciplines esportives. En el moment de la seva detenció portava deu telèfons mòbils (amb el seu nombre escrit amb bolígraf), dos d'ells amb anotacions: Kelme i nou 6... Txec.[12] Portava també diverses targetes: una amb noms i telèfons de diversos ciclistes i tècnics de l'equip Liberty Assegurances, una altra targeta en la qual figuraven l'adreça, el telèfon laboral, el mòbil i el fax de Mario Zorzoli (cap mèdic de l'UCI) i una altra dels hotels Silken amb anotacions manuscrites (Ale, Manc, Vino, Popo i Valverde), així com una revista del Tour de França 2006 amb els seus habituals símbols, codis i nombres escrits damunt del recorregut de la carrera.[12][13] Amb el nom en clau Astèrix, seria el capitost de la xarxa de dopatge objecto de la investigació.[14]
- José Luis Merino Batres, hematòleg en un laboratori madrileny, Cap d'Hematologia en l'Hospital de la Princesa i exdirector del Centre de Transfusions de la Comunitat de Madrid.[11][15][16] Detingut a la sortida de la cafeteria de l'Hotel Pío XII de Madrid, després de reunir-se amb Fuentes i Saiz.[2] Seria un estret col·laborador de Fuentes, amb el nom en clau Obélix,[14] realitzant-se en el seu laboratori les anàlisis pertinents als clients de la xarxa. Cobraria pels seus serveis directament de Fuentes.[17]
- Manolo Saiz, mánager general de l'equip Liberty Seguros (antic ONCE).[8][11] Detingut a la sortida de la cafeteria de l'Hotel Pío XII de Madrid, després de reunir-se amb Fuentes (qui es referia a ell com Osobuco o el Gros)[14] i Merino.[2] En el moment de la seva detenció portava un maletí amb 60.000 euros en efectiu (que deuria a Fuentes pels serveis contractats a la xarxa d'aquest) i una bossa isotèrmica amb substàncies dopants.[13][18] Va ser posat en llibertat l'endemà, sent considerat client de la xarxa de dopatge, no membre d'aquesta. Durant la seva detenció va dir que en contractar a Roberto Heras para 2004, aquest li va demanar que Fuentes fos el seu metge, alguna cosa que ell hauria acabat acceptant (tornant, així, a la seva relació amb el canari, que ja va ser mèdic de l'equip ONZE en els anys 1990), igual que les peticions posteriors en la mateixa adreça d'uns altres dels seus ciclistes.[19] El mateix Saiz hauria demanat personalment a Fuentes que es fes càrrec d'algun dels seus corredors.[19] Més de la meitat dels ciclistes del seu equip apareixien (amb els seus noms veritables o en clau) en la documentació intervinguda.[13]
- José Ignacio Labarta, director esportiu adjunt de l'equip Comunitat Valenciana (antic Kelme).[8][11] Detingut a Saragossa. Seria, a més de client, participant de la xarxa de dopatge (amb els noms en clau Macario i Bigotis),[14] intercanviant fins i tot amb Fuentes substàncies dopants mitjançant missatgeria.
- Alberto León Herranz, exciclista de bicicleta tot terreny.[8][11] Detingut en San Lorenzo de El Escorial. Seria un col·laborador de la xarxa, amb el nom en clau Alí Babá,[14] encarregant-se de fer arribar a la seva destinació (carreres, concentracions d'equips...) alguns dels enviaments de productes oferts per la xarxa, així com de reservar habitacions als hotels de Madrid per a les extraccions/reposicions sanguínies i la neteja d'un dels pisos utilitzats per Fuentes.[20] En el moment de la seva detenció portava el resguard d'un bitllet d'avió a Milà, datat un dia abans (22 de maig), quan es disputava l'última setmana de competició del Giro d'Itàlia 2006,[3] una carrera a la qual hauria acudit com a "col·laborador" (correu) de la xarxa de Fuentes, segons consta en un manuscrit confiscat en els escorcolls.[17]

### Escorcolls
Després de les detencions, la Guàrdia Civil va realitzar escorcolls en les següents adreces:
Madrid

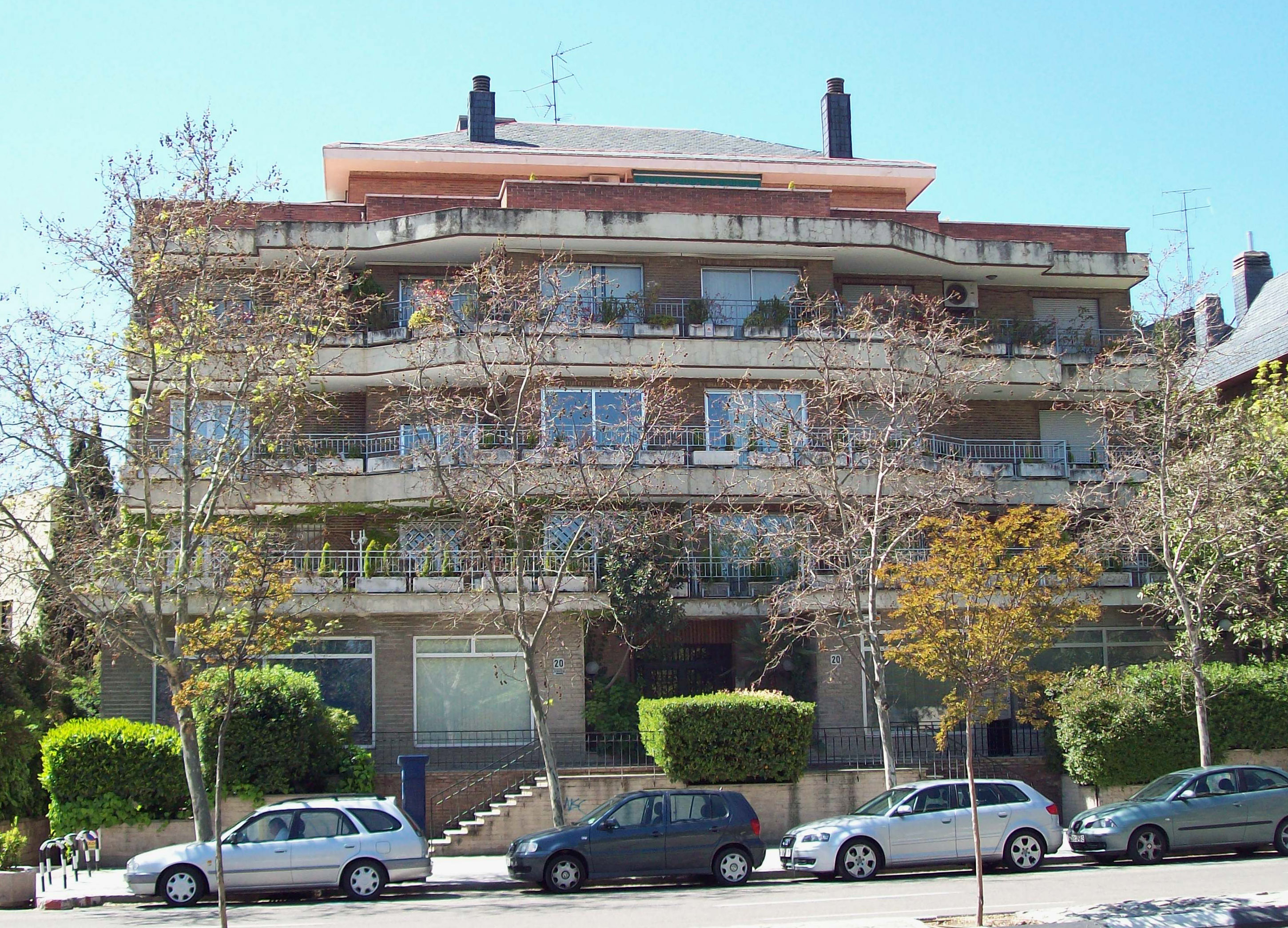
Caiguts de la Divisió Blava n.º 20; a l'apartament del 4.º A s'allotjava i treballava Eufemiano Fuentes, sent el lloc un punt clau de la xarxa de dopatge.

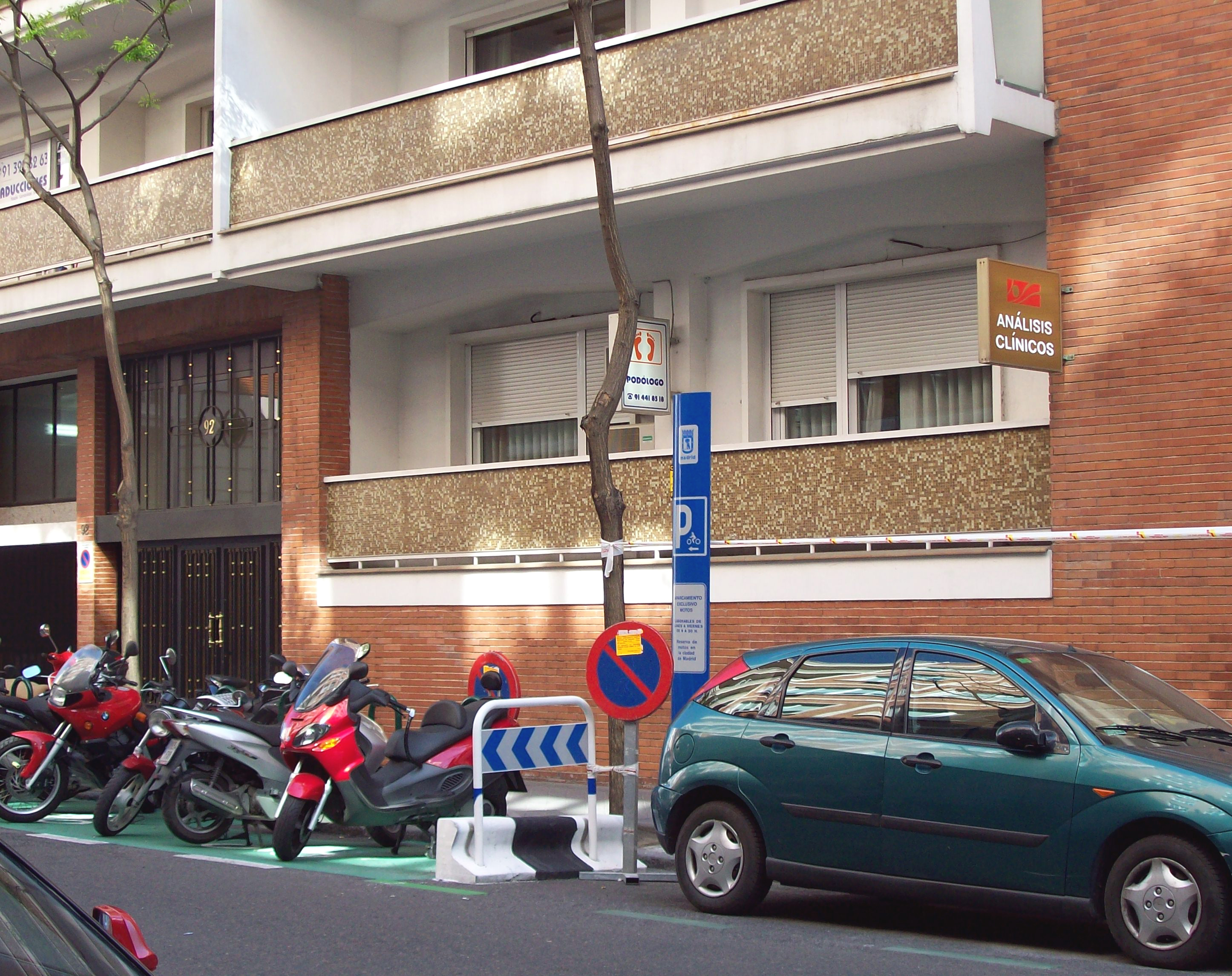
Zurbano n.º 92; en l'entreplanta se situa el laboratori de Merino Batres, un lloc clau per a la xarxa, anunciat amb el panell Anàlisis Clíniques.

- C/ Caidos de la División Azul n.º 20, 4.º A: propietat d'Eufemiano Fuentes. Seria l'apartament on s'allotjaria el metge canari durant les seves estades en Madrid. En el seu escorcoll es van localitzar dos frigorífics i un bagul frigorífic d'aproximadament 200 litres de volum, en l'interior del qual es van trobar congelades 96 bosses de sang (concentrat d'hematies congelats, suposadament per autotransfusions) i 20 bosses de plasma. La majoria de totes aquestes bosses confiscades estaven identificades amb un nom en clau, un nombre i una data (suposadament, d'extracció). En el primer frigorífic només es van trobar aliments, però en el segon hi havia esteroides, anabolitzants, corticoides i diferents hormones (alguns d'aquests medicaments estaven caducats). Es tracta, així mateix, del lloc on es va trobar més documentació, l'anàlisi de la qual va permetre als investigadors identificar, a les programacions d'administració de medicaments assignades a cada esportista en concret, la utilització de tots aquests medicaments intervinguts, així com el coneixement de més fàrmacs, confiscats en altres escorcolls.[10]

- C/ Alonso Cano n.º 53, 5.º D: propietat d'Eufemiano Fuentes. En el seu escorcoll es van confiscar 89 bosses de sang i 19 bosses de plasma congelat.[10]
- C/ Fernández de la Hoz n.º 56, 1.º A: propietat de José Luis Merino Batres.[10]
- C/ Zurbano n.º 92, entreplanta: propietat de José Luis Merino Batres. Seria el laboratori utilitzat per realitzar les analítiques als clients de la xarxa de Fuentes.[10] Aquest lloc ja havia estat apuntat per Manzano anys enrere com un punt important per a l'entramat de dopatge.[7]

Saragossa
- Av. La Ilustración 35-156: propietat de José Ignacio Labarta.[10]

San Lorenzo de El Escorial
- C/ Lepanto n.º 9 Porta 7: propietat d'Alberto León.[10]

### Connexions nacionals i internacionals
L'equip dedicat al dopatge liderat per Eufemiano Fuentes a Espanya no seria una organització aïllada, sinó que pertanyeria a una xarxa paneuropea de dopatge amb cèl·lules en diferents països del Vell Continent. Aquestes cèl·lules serien independents en el seu funcionament, encara que amb amplis acords de col·laboració entre elles.

#### Itàlia

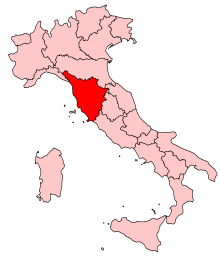
La Toscana

Segons consta en l'informe de la Guàrdia Civil, la xarxa de dopatge s'estendria fins a Itàlia per mitjà de Luigi Cecchini, un controvertit metge esportiu resident en la Toscana i relacionat per la premsa amb Eufemiano Fuentes des de la Volta a Espanya de 2001. Fuentes i Cecchini intercanviarien clients i atendrien els de l'altre quan aquests estiguessin als seus respectius països. De fet, un dels clients de la xarxa de Fuentes tenia com a nom en clau Clasicómano Luigi, que faria referència a un client especial de Luigi Cecchini tractat per Fuentes. El client, després de conèixer-se aquest nom en clau, no ha estat identificat fins al moment.
Alessandro Kalc, tècnic de ciclisme de la zona de Trieste i director de l'equip italià de joves promeses SK Devin, referit amb el nom en clau Mans petites. Seria el correu del grup en les seves activitats italianes, arribant a desplaçar-se de vegades a un hotel de Madrid per rebre les bosses de sang i transportar-les al país transalpí.

#### Alemanya
La Guàrdia Civil hauria identificat també a un metge germà com a corresponsal del grup en Alemanya. En concret, l'institut armat va descobrir, en col·laboració amb la policia alemanya, que un fàrmac confiscat a Manolo Saiz en les detencions del 23 de maig de 2006, després d'haver-li-ho facilitat Eufemiano Fuentes, el Synachten, era en realitat una falsificació produïda en laboratoris clandestins xinesos i, que després de ser desviat de manera il·lícita en una farmàcia hospitalària germana, va arribar a Espanya a través del doctor Markus Choina i la seva esposa (farmacèutica de professió), col·laboradors de la xarxa de Fuentes.
Choina, mèdic anestesista de Bad Sachsa (Baixa Saxònia) i un dels caps mèdics de la clínica Helis de Bleicherode (especialitzada en ortopèdia), hauria enviat el 10 de maig deu caixes de comprimits Actovegyn i entre cinc i sis caixes de Synachten a Fuentes a través de Labarta. Així es desprèn de les converses telefòniques mantingudes entre Choina i Fuentes (el 14 de maig de 2006, en la qual Fuentes es comprometia a pagar-li mitjançant transferència bancària), i Labarta i Fuentes (en la qual Labarta es comprometia a enviar-li-ho a Fuentes per missatgeria), gravades respectivament per la Policia Estatal alemanya i la Guàrdia Civil espanyola. S'explicaria, així, la troballa de Synachten en la bossa isotèrmica intervinguda durant les detencions del 23 de maig, lliurada per Fuentes a Manolo Saiz, el seu destinatari final, que es dirigia aquest mateix dia a la concentració del seu equip Liberty Seguros en els Pirineus per preparar el Tour de França 2006.
Segons el diari alemany Suddeutsche Zeitung, el mateix Choina acudiria a Espanya (segons confessions que va fer als seus amics), concretament a Gran Canària (illa de la qual és oriünd Fuentes), per tractar personalment a clients esportistes d'alt nivell, i fins i tot hauria proposat a algun col·lega de la clínica la seva incorporació a la trama.

#### França
Segons va publicar el diari El País, la Guàrdia Civil hauria identificat a l'ex ciclista francès Pascal Hervé com el contacte de Eufemiano Fuentes en França. Hervé, retirat el 2001 després d'haver estat un dels primers ciclistes a donar positiu per EPO gràcies a les noves tècniques de detecció, hauria facilitat a Fuentes un pis de la seva propietat en Llemotges (situat al costat del seu restaurant, La Bibliothèque, situat en l'antiga biblioteca municipal).
Fuentes va utilitzar aquest pis de Llemotges el 12 de juliol de 2004, dia de descans del Tour de França previ a les decisives etapes pirinenques, citant d'un en un (perquè no coincidissin) als seus clients ciclistes per procedir a les reinfusiones sanguínies (autotransfusiones) amb la sang prèviament extreta (probablement un mes abans, al juny, i que hauria estat guardada en aquest pis). Un dels clients de Fuentes aquest dia va identificar en la vitrina del pis, entre altres trofeus ciclistes, el trofeu al guanyador de la classificació per punts de la Volta a Burgos de 2000 que va guanyar Hervé.
En aquesta mateixa edició de la Gran Boucle, i durant el dia de descans previ a les etapes dels Alps, un altre amic hauria facilitat a Fuentes un pis en Grenoble per efectuar les reinfusiones sanguínies als seus clients.

#### València
Així mateix, la trama s'estendria a la costa mediterrània espanyola, concretament a València, on hi hauria una cèl·lula amb una estructura idèntica a la de Eufemiano Fuentes en Madrid: constaria d'un doctor com a capitost, un altre metge per obtenir les substàncies, un preparador d'esportistes i un correu per al transport. La cèl·lula valenciana tindria com a clients esportistes de diverses disciplines, no només ciclistes. No obstant això, no ha transcendit de moment el nom de cap dels esportistes clients d'aquesta xarxa.
Les sospites sobre la pista valenciana s'estenien a l'elaboració de medicaments (incloent hormones) falsificats en la província de València, elaborats de manera clandestina en garatges i locals. Aquestes sospites comptaven amb un precedent: tres anys enrere, el 2003, s'havia desarticulat en la localitat valenciana de Cullera un grup dedicat a aquesta activitat delictiva, aquest mateix grup s'hauria reorganitzat en aquests tres anys, desenvolupant una activitat idèntica a la realitzada anteriorment. En setembre de 2006 es van trobar en un descampat de València 3.000 envasos de Norditropin Simplexx, un dels medicaments utilitzats per la xarxa de Fuentes, amb idèntic cartonaje.

### Serveis oferts per la xarxa
Segons consta en l'informe de la Guàrdia Civil, de la documentació confiscada es desprèn que el grup de Eufemiano Fuentes realitzava planificacions esportives per als esportistes que contractaven els seus serveis. Aquest calendari (que abastava de novembre fins a octubre) constaria de tres punts:
- Les competicions en les quals participaria.[17]
- La planificació de l'administració de medicaments que abastarien fonamentalment anabolitzants, esteroides, corticoides i diferents tipus d'hormones (EPO, HMG, hormona de creixement, testosterona, etc.);[35] algunes d'elles (cas de Jintropin) serien falsificacions procedents de laboratoris clandestins xinesos.[17][36] S'utilitzarien també fàrmacs com Prozac (antidepressiu) o Diazepam (ansiolític). Una de les troballes més cridaneres entre els fàrmacs utilitzats va ser el de la CERA,[5] un AQUESTA de tercera generació impossible de detectar en els controls antidopatge en aquest moment (no va ser detectable fins a dos anys després, en el marc del Tour de França 2008);[37] de fet, la CERA es trobava encara en aquell moment (maig de 2006) en fase de desenvolupament, i els laboratoris Roche (amos de la palesa) no van obtenir fins a agost de 2007 el vistiplau de la Comissió Europea per a la seva comercialització en la Unió Europea, que va començar a principis de 2008. El nom en clau genèric per referir-se als medicaments (doncs cadascun tenia el seu propi nom en clau) era pichicata.[38]

- Només en el cas de determinats esportistes, una programació d'extraccions/reposicions de mostres de sang.[17] Aquestes transfusions (en argot, canvis d'oli) serien el servei estrella de la xarxa de dopatge i, al contrari que els medicaments, només a l'abast d'uns pocs amb elevat poder adquisitiu.[17] Es practicarien tant transfusions homòlogues (sang compatible d'una altra persona) com autotransfusions (sent aquestes últimes més difícils de detectar en els controlis antidopatge).[17] El procediment seria el següent: extreure sang a l'esportista per concentrar-la i mantenir-la en un frigorífic a baixa temperatura per administrar-la posteriorment. En anys anteriors, es mantenia la sang extreta a 4 °C, la qual cosa implicava una ràpida caducitat: 35 dies (en cas d'utilitzar-se CPDA, bosses simples) o 42 dies (en cas d'utilitzar-se SAG Manitol, bosses triples).[10] Així, cada vegada que a un esportista se li extreien una o dues unitats (450 cc) se li feia una reinfusió equivalent de la sang guardada (i concentrada) a punt de caducar. Aquest mètode plantejava un problema per l'escàs marge de temps que ofereix. No obstant això, cap al 2006, la xarxa havia adquirit dues ACP125, un sofisticat aparell que permet congelar la sang a -80 °C, per la qual cosa la sang pot ser útil durant anys. Aquesta tècnica va ser apresa per Merino Batres al novembre de 2005 en un curs de les Forces Armades, i per al febrer de 2006 va aconseguir 50 bosses de sèrum fisiològic elaborat pel Centre Militar de Farmàcia, essencial per al manteniment adequat de l'ACP125. L'altre element necessari per conservar els glòbuls vermells sense trencar-los, és el glicerol (de venda lliure en farmàcies per 5 ?/L), ho va aconseguir a través dels centres de transfusions oficials d'Andalusia (3 litres) i del País Valencià (1,5 litres), gràcies al seu lloc com a Cap d'hematologia en l'Hospital de la Princesa, un centre sanitari públic de Madrid. A cada unitat de sang (450 cc) se li suma, abans de la seva congelació, un 10% de glicerol; a aquestes bosses se les coneixia com a siberias. El transport, inclòs en els serveis de la xarxa, es realitzava mitjançant motxilles frigorífiques capaces de conservar el fred mitjançant un sistema de neu carbònica; en cas de transportar-se en avió, la motxilla es portava com a equipatge de mà, en cap cas facturat en el celler.[8][36][38][39]

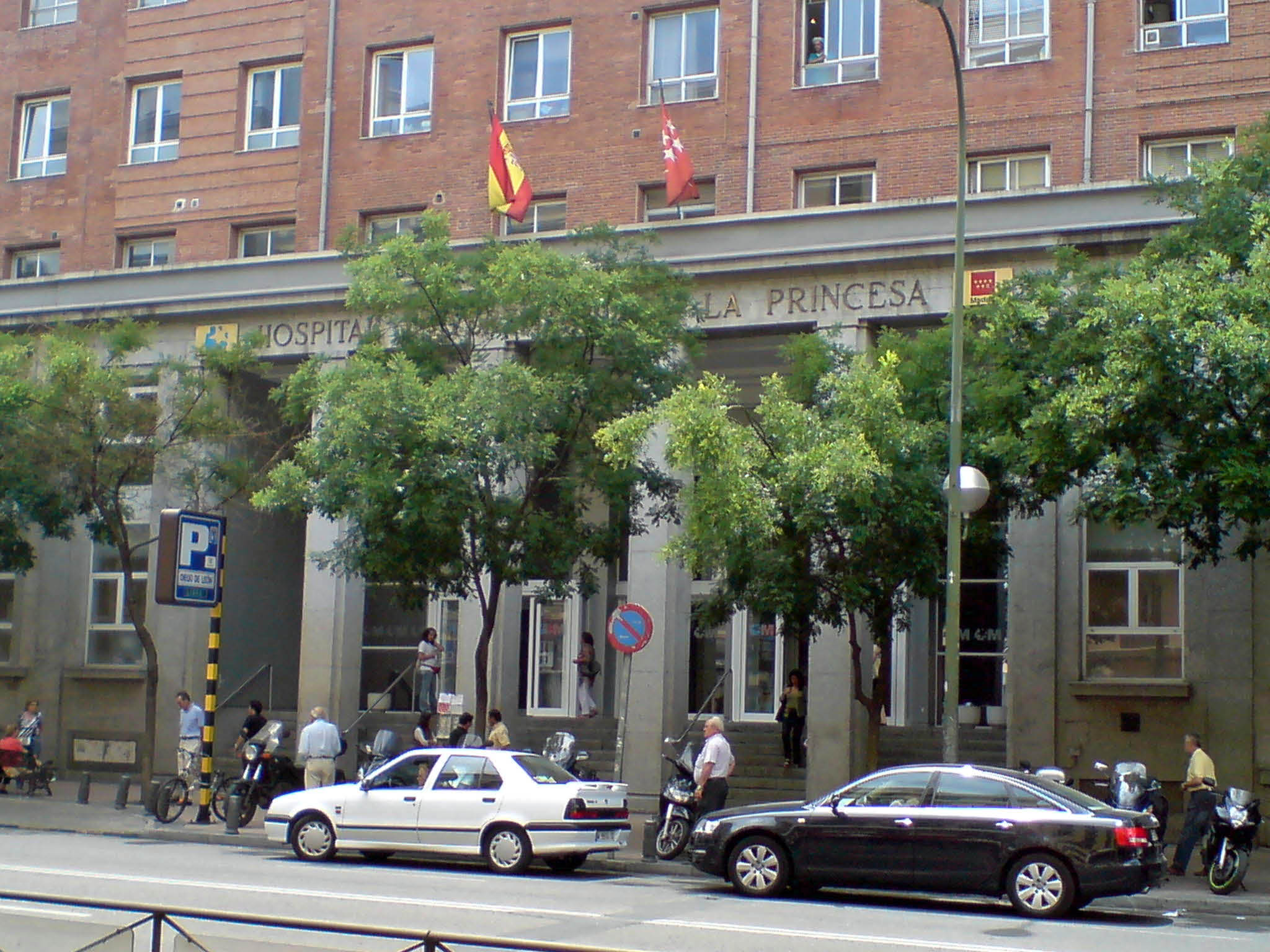
Entrada principal del Hospital de la Princesa de Madrid, on el Dr. Merino Batres era Cap d'Hematologia.

La xarxa oferia així mateix als seus clients esportistes mètodes perquè la utilització de les tècniques dopants esmentades no donessin positiu en els controlis antidopatge. En cas d'utilitzar-se medicaments, es feia servir l'albúmina (una proteïna plasmática) perquè no es donés positiu; en el cas de les transfusions sanguínies, s'administrava plasma abans dels controls per ocultar la reposicions de concentrats d'hematíes. En el cas dels controls d'orina, l'esportista havia de fregar-se les mans amb les pólvores de la Mare Celestina abans de realitzar-se el control, ja que les proteasas que contenien aquestes pólvores feien que les proteïnes de l'orina anessin diluïdes, evitant-se així donar positiu.

### Identificació d'esportistes clients
Per als noms reals i en clau, vegeu la secció Clients de la xarxa.
Un dels punts de l'Operació Port que més interès va despertar en l'opinió pública va ser conèixer la identitat dels esportistes clients de la xarxa de dopatge desarticulada. Des del primer moment en què es va conèixer el cas, la Guàrdia Civil va subratllar que entre els implicats hi havia esportistes d'elit de nombroses disciplines (futbol, tennis, boxa, ciclisme i atletisme), dels qui fins i tot tenien vídeos i enregistraments.
No obstant això, quan l'institut armat va elaborar el seu informe del cas, només va identificar a 58 dels clients de la xarxa de dopatge, tots ells ciclistes. Sis d'aquests clients han estat confirmats (i sancionats) pels organismes esportius internacionals, mentre que la resta no han estat sancionats, malgrat la seva identificació. Això es deu al fet que les autoritats espanyoles han rebutjat la major part de les peticions realitzades pels organismes esportius internacionals per facilitar les proves confiscades en l'Operació Port (tant les bosses sanguínies com la documentació, en la qual s'indiquen administracions de substàncies dopants, registre de pagaments, marcacions manuscrites, etc.), per la qual cosa les autoritats competents no han disposat de les proves necessàries per aplicar les sancions pertinents per dopatge.
La identitat de la resta de clients segueix sense conèixer-se, inclosos tots els esportistes no ciclistes. El jutge Serrano no va autoritzar als investigadors de la Guàrdia Civil analitzar el contingut dels dos ordinadors i els deu telèfons mòbils confiscats en el transcurs dels escorcolls, que tindrien abundant informació que, possiblement, serviria per identificar a més esportistes que van contractar les pràctiques dopants que oferia la xarxa. Així mateix, tampoc es va fer un seguiment als comptes de Eufemiano Fuentes, que cobrava tant en metàl·lic com per transferència bancària a la seva compte en una sucursal del HSBC en Suïssa, una pista que podia haver portat a més identificacions, tal com va demostrar el diari alemany Süddeutsche Zeitung. El jutge va basar la imposició d'aquestes limitacions als investigadors emparant-se que el dopatge no era un delicte en Espanya, i que aquestes vies d'investigació eren irrellevants per dilucidar si hi havia hagut un delicte contra la salut pública. A més, el jutge Serrano no va considerar altres possibles delictes com a línies d'investigació que haguessin justificat un major aprofundiment en la investigació de la xarxa de dopatge, com l'estafa o danys contra la imatge dels patrocinadors, per exemple. De fet, en Alemanya (on el dopatge tampoc era un delicte penal) es van utilitzar aquestes vies per investigar (i sancionar) casos de dopatge: Patrik Sinkewitz va ser condemnat per un tribunal a indemnitzar a un patrocinador per haver perjudicat la imatge de la marca pel seu dopatge, i, ja entorn de l'Operació Port, en el cas de Jan Ullrich es va investigar un possible delicte d'estafa o frau esportiu per escorcollar el seu domicili, aconseguir el seu ADN i confirmar que era client de la xarxa de dopatge d'Eufemiano Fuentes.
L'actitud del jutge Serrano i de les institucions espanyoles, contrària a continuar amb la investigació o a facilitar les proves ja recaptades, van provocar nombroses crítiques d'organismes internacionals (AMA i UCI) i de federacions estrangeres (com el Comitè Olímpic Nacional Italià), iniciant algunes d'aquestes institucions les seves pròpies investigacions i procediments sancionadors sobre el cas (de fet, totes les confirmacions i sancions de clients esportistes efectuades fins al moment s'han produït fora d'Espanya).

### Delictes econòmics no investigats
L'agost de 2007 l'ARD (televisió pública alemanya) va emetre un extens reportatge d'investigació, en el qual explicava que el jutge Serrano es va negar al fet que els agents de la Guàrdia Civil poguessin analitzar el contingut de cinc ordinadors portàtils (pertanyents a Eufemiano Fuentes, Merino Batres i Manolo Saiz), quan els mateixos investigadors, en una fugaç revisió del seu contingut, havien trobat indicis que la trama, a més del dopatge, incloïa delictes com evasió d'impostos i blanqueig de diners.

## Investigació judicial espanyola

### Obertura i controvertit arxivament
La legislació espanyola vigent en aquell moment no preveia el dopatge com un delicte penal, pel que el jutge instructor Antonio Serrano (del Jutjat d'Instrucció número 31 de Madrid) es va centrar exclusivament en si s'havia comès un delicte contra la salut pública.
En centrar-se en un possible delicte contra la salut pública (al no ser el dopatge un delicte a Espanya), el jutge es va negar a confirmar (utilitzant les proves d'ADN) la identitat dels esportistes clients de Eufemiano Fuentes identificats per la Guàrdia Civil, encara que algunes mostres concretes han estat autoritzades per al seu enviament a Itàlia i Alemanya, confirmant-se en tots els casos les identificacions realitzades en el seu moment per l'institut armat. No obstant això, el jutge s'ha negat a facilitar la totalitat de les proves i mostres recaptades per la Guàrdia Civil als organismes esportius internacionals (UCI, AMA) competents per imposar sancions esportives.
El jutge va enviar 99 de les quasi 200 bosses sanguínies confiscades en els escorcolls del 23 de maig per la Guàrdia Civil al laboratori INIM de Barcelona, para la seva anàlisi a la recerca de substàncies que poguessin suposar un delicte contra la salut pública. No es van enviar totes les bosses confiscades, sinó les més sospites, sense que hagi transcendit el motiu pel qual una sèrie de bosses no van ser enviades per a la seva pertinent anàlisi. En 91 bosses es van buscar substàncies dopants en general (amb un preu de 200 euros per bossa analitzada); en les vuit restants, en trobar-se alts nivells de EPO, es va fer una prova específica per a aquesta substància, trobant-se efectivament EPO exògena (és a dir, una prova de manipulació sanguínia que podia indicar un delicte contra la salut pública). Aquest fet obligava a realitzar aquesta segona prova més cara (300 euros extra per bossa) en totes les altres bosses (les altres 91 i les bosses restants que no havien estat enviades), encara que no va arribar a fer-se perquè l'Administració de Justícia devia encara 25.000 euros al laboratori barceloní per les anàlisis ja realitzades. D'aquesta forma, la major part de les bosses va quedar sense analitzar o sense realitzar-se una anàlisi completa.
El jutge, basant-se en un informe de l'Institut Nacional de Toxicologia que deia que la quantitat d'EPO detectada en les bosses sanguínies estudiades no suposava un perill per a la salut dels esportistes, no va trobar delicte contra la salut pública, i va decretar el sobreseïment lliure i arxivament del cas el 8 de març de 2007. No obstant això, aquest informe no tenia en compte que la investigació no tractava d'un consum puntual, sinó un consum continuat i en combinació amb altres substàncies, una situació amb efectes perjudicials demostrats per a la salut, segons consta en diversa bibliografia mèdica, així com en una publicació d'un metge especialista de la Clínica Universitària de Navarra.
El jutge tampoc va demanar a l'Agència Espanyola del Medicament (AEM) un informe sobre els medicaments intervinguts i els seus possibles efectes adversos. Es donava la circumstància que part dels medicaments confiscats durant els escorcolls estaven caducats, eren falsificacions o corresponien a lots retirats del mercat per la seva alta perillositat. Al no demanar el jutge l'informe de l'AEM, aquestes troballes no van poder ser completament demostrades, impedint, així, que aquests fets poguessin ser utilitzats com a arguments que demostrarien l'existència d'un delicte contra la salut pública.
A més, el jutge (que va acceptar la versió de Fuentes que alguns fàrmacs dopants eren per a ús personal) va arxivar el cas abans de rebre un informe del Centre de Transfusions de la Comunitat de Madrid, sobre les condicions en les quals es conservaven les bosses de sang destinades a les autotransfusiones. Així mateix, en el seu acte d'arxivament no va fer cap referència al doble positiu per transfusió homòloga de dos dels clients identificats de la xarxa de Fuentes (Tyler Hamilton i Santi Pérez, ambdós de l'equip Phonak), que, segons el diari El País, podria deure's a causa d'una confusió a l'hora de realitzar les seves respectives autotransfusions, la qual cosa hagués pogut provocar, en cas de no haver estat compatibles, una reacció d'hipersensibilitat del tipus II (amb els seus consegüents riscos per a la salut d'ambdós esportistes, com va viure en primera persona Jesús Manzano).
Finalment, el jutge argumentava en el seu arxivament que cap esportista havia resultat danyat per les teràpies del doctor Fuentes, una afirmació controvertida, ja que els danys del dopatge en l'organisme no poden mesurar-se a curt termini. A més, en el seu acte el jutge tampoc incloïa els informes mèdics referents a Marcos Serrano, el ciclista que va abandonar el Giro d'Itàlia 2006 i va estar hospitalitzat diversos dies en l'UCI una setmana després d'haver-se injectat, segons la investigació de la Guàrdia Civil que li identificava com a client de la trama, una bossa de sang pròpia.

### Desestimat el recurs de Manzano
L'ex ciclista del Kelme (i exclient de Eufemiano Fuentes) Jesús Manzano va recórrer l'arxivament del cas en considerar que s'havia tancat sense concloure les perquisicions que el mateix jutge Serrano havia decretat, tals com les comissions rogatorias a altres països per interrogar a ciclistes.
No obstant això, el recurs de reforma de Manzano va ser desestimat pel jutge Carmelo Jiménez en juny de 2006, que complia una substitució a Serrano, titular del Jutjat d'Instrucció n.º 31 de Madrid. El jutge Jiménez va assenyalar que no estava obligat a investigar-ho tot si considerava que algunes proves sol·licitades eren intranscendents.

### Primera reobertura
La secció n.º 5 de l'Audiència Provincial de Madrid, atenent els sis recursos presentats (UCI, AMA, Associació Internacional de Grups Ciclistes, RFEC, Fiscalia i Advocacia General de l'Estat), va ordenar, mitjançant un acte al jutge Serrano, la reobertura del cas el 14 de febrer de 2008.
El jutge Serrano, basant-se en un nou informe de l'Institut Nacional de Toxicologia (datat el 8 d'agost) que deia que els nivells d'EPO trobats en les bosses de sang no suposaven un risc per a la salut dels esportistes que poguessin injectar-la-hi, va dir no trobar proves d'un delicte contra la salut pública i va arxivar de nou el cas el 26 de setembre de 2008. L'informe en el qual el jutge va basar l'arxivament del cas incloïa, no obstant això, la següent conclusió:
Les transfusions homòlogues tenen una sèrie de riscos sobre el pacient que es veuen incrementats en aquest cas, al no haver-se complert els requisits tècnics i condicions mínimes per a l'obtenció, preparació, conservació, distribució, subministrament i utilització terapèutica de la sang i els seus components.
El jutge Serrano va considerar que aquests riscos per a la salut del pacient als quals feia referència l'informe no eren suficients per continuar amb el procés.

### Segona reobertura
L'Audiència Provincial de Madrid (en concret, el president de la secció cinquena, Arturo Beltrán) va ordenar de nou el 12 de gener de 2009 la reobertura del cas al jutge Serrano, ordenant la preparació del judici oral, en entendre que sí que va existir delicte.

Aquest judici no implicaria cap càstig penal per als esportistes implicats (només als qui haguessin comès un delicte contra la salut pública), encara que una vegada finalitzat el judici les proves (incloent el contingut de les bosses sanguínies confiscades en la consulta del doctor Fuentes), es posarien a la disposició de les autoritats esportives (UCI, AMA, RFEC) per, si s'escau, imposar les sancions esportives oportunes, posat que la immensa majoria de les bosses són encara de procedència no provada.

## Investigacions estrangeres
Altres països (Alemanya i Itàlia) van iniciar investigacions pròpies, per investigar als seus esportistes identificats per la Guàrdia Civil en el seu informe com a clients de la xarxa de dopatge del doctor Fuentes. De moment, tots els clients confirmats ho han estat gràcies a les investigacions obertes en aquests països.

### Alemanya
El 14 de setembre de 2006, com a conseqüència d'una investigació dirigida pel fiscal de Bonn Friedrich Apostel que investigava un presumpte delicte de frau al seu equip, la policia va entrar a la casa de Jan Ullrich (identificat per la Guàrdia Civil com a client de la xarxa de dopatge d'Eufemiano Fuentes) de Suïssa, i va recopilar material d'ADN mentre Ullrich estava de lluna de mel amb la seva esposa Sara. Els advocats d'Ullrich van aconseguir que les mostres preses a Suïssa no poguessin ser utilitzades per acarar l'ADN d'Ullrich amb la sang de l'Operació Port, encara que el corredor va accedir a donar una mostra de saliva a les autoritats alemanyes.
Posteriorment, es va acarar aquest material genètic amb el de la mostra sanguínia assolida del sumari de l'Operació Port mitjançant l'autorització del jutge Antonio Serrano. El 3 d'abril de 2007 es va informar que la prova havia confirmat a Ullrich, qui havia anunciat la seva retirada el 26 de febrer, com a client de la xarxa de dopatge: a ell pertanyien els noms en clau nombre 1, Jan, Jo i Fill de Rudicio. Es tractava del primer client (ja identificat per la Guàrdia Civil) confirmat.
Així mateix, el ciclista Jörg Jaksche va confessar davant de la Justícia alemanya (i també públicament) ser client de la xarxa de Eufemiano Fuentes: a ell pertanyien els noms en clau nombre 20, Bella, Jorge, JJ, Vains i Vans. Durant la seva extensa declaració, Jaksche va parlar de com era la seva relació amb Fuentes, detallant com es reunien per programar el calendari de dopatge, el modus operandi de les extraccions/reinfusions sanguínies i la logística per al trasllat de les bosses, els pagaments pels serveis, a més de confirmar que el doctor Markus Choina era l'home de la xarxa en Alemanya. De fet, el corredor va confessar haver viatjat poc abans del Tour de França 2005 fins al poble natal de Choina, Bad Sachsa, perquè el doctor li extragués sang, sent el mateix Choina qui la hi va retornar per tornar-se-la a introduir el dia acordat, al pas de la ronda gal·la per sòl germà.
D'altra banda, el 17 d'agost de 2006 la BKA va escorcollar el domicili i la clínica on treballava Markus Choina, presumpte col·laborador de Fuentes a Alemanya. Durant aquests escorcolls els agents van confiscar diverses caixes de documents, un ordinador i extractes bancaris; en cas de demostrar-se una violació de la Llei alemanya de Farmacologia, Choina podria ser condemnat a tres anys de presó o al pagament d'una multa.

### Itàlia
En Itàlia va ser el Comitè Olímpic Nacional Italià (CONI) qui es va encarregar de la investigació.
Al principi el CONI es va centrar a investigar als ciclistes italians identificats per la Guàrdia Civil en el seu informe, confirmant així que Ivan Basso i Michele Scarponi eren clients de la xarxa de dopatge de Fuentes. Encara que ambdós van confessar, Basso va ser suspès per dos anys (24 mesos, pena màxima per dopatge), després que el procurador antidopatge del CONI Ettore Torri afirmés que la seva col·laboració no havia estat significativa. Scarponi va veure rebaixada la seva suspensió a 18 mesos per la seva col·laboració amb el CONI en la investigació del cas. Ambdues confirmacions van succeir en juny de 2007. El desembre d'aquest mateix any el CONI va sancionar amb dos anys de suspensió al client Giampaolo Caruso, i va suspendre per a tota la vida al correu Alessandro Kalc. Caruso va recórrer aquesta suspensió al TAS, que va fallar a favor del ciclista el 20 de gener de 2009.
En 2007, el CONI va obtenir permís per investigar (i sancionar) no només a esportistes italians, sinó també estrangers.
A principis de 2009, el CONI va obtenir les mostres de 42 del total (al voltant de 200) bosses sanguínies confiscades per la Guàrdia Civil durant els escorcolls del 23 de maig de 2006, la qual cosa obria la porta a més confirmacions d'esportistes clients de la xarxa dopatge de Eufemiano Fuentes (amb les seves consegüents sancions esportives). El CONI va obtenir aquestes 42 mostres gràcies a l'autorització donada per la jutgessa suplent del Jutjat d'Instrucció n.º 31 de Madrid (Espanya), Ana Teresa Jiménez Valverde, quan el jutge titular Antonio Serrano (qui s'havia negat anteriorment en diverses ocasions a facilitar les proves de la investigació) es trobava de vacances.

#### Cas Valverde
L'11 de febrer de 2009 el procurador antidopatge del CONI, Ettore Torri, va anunciar que després d'acarar la sang d'una d'aquestes bosses (la bossa amb el nom en clau 18- Valv.Piti) amb la sang del ciclista espanyol Alejandro Valverde (obtinguda en l'etapa del Tour de França 2008 amb final en Itàlia), mitjançant la prova de l'ADN, s'havia identificat i confirmat a Valverde com a client de la xarxa de dopatge d'Eufemiano Fuentes desarticulada en l'Operació Port. Torri va demanar, en conseqüència, que fos sancionat amb una suspensió de dos anys.
L'11 de maig, el Tribunal Nacional Antidopatge del CONI (màxim organisme esportiu italià), atenent a les proves presentades i a la petició de Torri, va considerar provat que Valverde era client de la xarxa de dopatge del doctor Fuentes, desarticulada en l'Operació Port, i va sentenciar una sanció de dos anys de suspensió per Valverde en territori italià, que podria ser universalitzada per l'UCI a tothom. Valverde es convertia, així, en el primer client confirmat que no havia estat identificat prèviament per la Guàrdia Civil, i també en el primer esportista espanyol confirmat.
Valverde, que sempre ha negat les acusacions i ha defensat la seva innocència, va recórrer davant el TAS, que donarà una sentència definitiva d'un cas que ha provocat un conflicte entre les autoritats italianes i l'AMA (favorables a la sanció), i les espanyoles (contràries a la sanció).

## Clients de la xarxa
La Guàrdia Civil, en l'informe detallat de la investigació que va enviar al jutge Serrano, va identificar a nombrosos esportistes (tots ciclistes) com a clients de la xarxa de dopatge, comandada, suposadament, per Eufemiano Fuentes. Fuentes dividia als seus clients ciclistes en tres grups: blaus (de l'equip Liberty Seguros), verds (de l'equip Comunitat Valenciana) i meus (clients concrets d'altres equips).
De tots ells, cinc (més un no identificat per l'institut armat) han estat ja confirmats gràcies a l'ADN o mitjançant confessió, mentre que la resta estan encara pendents que definitivament es confirmi o desmenteixi (segons defensen tots els identificats no confirmats), la seva implicació en la trama sobre la base de les proves existents (bosses sanguínies i documentació).

### Confirmats i sancionats/retirats
De moment, només s'ha confirmat la identitat de sis ciclistes com a clients de la xarxa de dopatge d'Eufemiano Fuentes, malgrat que ell mateix va dir que només una part dels meus clients eren ciclistes. En tots els casos confirmats (sent exonerat de la seva sanció Giampaolo Caruso per ordre del TAS), els noms dels ciclistes ja apareixien en l'informe complet que la Guàrdia Civil va enviar al jutge Serrano, excepte en el cas de Alejandro Valverde.
A continuació es detalla la relació de clients confirmats fins al moment:
| n.º | Nom real           | Equip            | Noms en clau                  | Id. GC | Confirmació      | Conseqüències                                 |
| --- | ------------------ | ---------------- | ----------------------------- | ------ | ---------------- | --------------------------------------------- |
| 1   | Jan Ullrich        | T-Mobile         | Jan, Jo, Fill de Rudicio      | Sí     | Fiscalia de Bonn | Ja retirat                                    |
| 2   | Ivan Basso         | CSC              | Birillo                       | Sí     | CONI             | 2 anys de sanció                              |
| 18  | Alejandro Valverde | Caisse d'Epargne | Valv.(Piti)                   | No     | CONI             | 2 anys de sanció en Itàlia, recorregut al TAS |
| 20  | Jörg Jaksche       | Liberty Seguros  | Bella, Jorge, JJ, Vains, Vans | Sí     | Confessió        | 1 any de sanció                               |
| 32  | Michele Scarponi   | Liberty Seguros  | Zapatero, President           | Sí     | CONI             | 18 mesos de sanció                            |
|     | Giampaolo Caruso   | Liberty Seguros  | nom real                      | Sí     | CONI             | 2 anys de sanció, absolt pel TAS              |

- El color no indica grau de culpabilitat, sinó l'equip al qual pertanyien.

### Identificats
La Guàrdia Civil va identificar en l'informe del cas enviat al jutge Serrano a molts altres ciclistes com a clients de la xarxa de Fuentes, basant-se en els enregistraments de vídeo, realitzats a l'entrada i sortida de les seves dependències (i acarant les seves dates amb les quals apareixien en les bosses sanguínies confiscades), les converses telefòniques gravades a Fuentes, Labarta i Saiz (en les quals per parlar dels ciclistes s'utilitzen noms en clau, però poden identificar-se utilitzant els temps de la classificació del Giro d'Itàlia 2006 que ells mateixos diuen), les dates d'extracció i/o reposició de les mostres sanguínies i en altres proves i evidències recopilades per l'institut armat al llarg de la investigació (fax, pagaments bancaris...). No obstant això, cap dels següents ciclistes ha estat de moment confirmat com a client (ni per tant sancionat amb dos anys de suspensió per dopatge), en no haver ordenat el jutge Serrà que s'acarés el seu ADN amb el contingut de les bosses sanguínies intervingudes en l'Operació Port, ni tampoc permès que els organismes esportius internacionals (com l'AMA) poguessin fer-ho.
A continuació, una llista amb els ciclistes identificats per la Guàrdia Civil com a clients de Fuentes que encara no han pogut ser confirmats (per a informació detallada de cada cas, vegeu l'informe complet de la Guàrdia Civil, accessible des de la secció Enllaços externs):
| n.º  | Nom real                        | Equip                                                            | Noms en clau                    | Id. GC | Referències                 |
| ---- | ------------------------------- | ---------------------------------------------------------------- | ------------------------------- | ------ | --------------------------- |
| 3, 4 | Santiago Botero                 | Phonak                                                           | Sansone, Nicol                  | Sí     | [ 10 ] [ 17 ] [ 41 ] [ 97 ] |
| 5    | Óscar Sevilla                   | T-Mobile                                                         | Sevillano                       | Sí     | [ 10 ] [ 41 ]               |
| 6    | Santi Pérez                     | Positiu a la tardor de 2004. Últim equip: Phonak                 | Santi-P, Santi PZ, S.Pere       | Sí     | [ 17 ]                      |
| 7    | Unai Osa                        | Liberty Seguros                                                  | UNA, 1ai                        | Sí     | [ 17 ] [ 41 ]               |
| 8    | Aitor Osa                       | Liberty Seguros                                                  | ATR US                          | Sí     | [ 17 ] [ 41 ]               |
| 11   | Tyler Hamilton                  | Positiu en Volta a Espanya de 2004. Últim equip: Phonak          | 4142, HMLTN                     | Sí     | [ 17 ]                      |
| 12   | José Enrique Gutiérrez Cataluña | Phonak                                                           | Búfalo, Guti, Català            | Sí     | [ 10 ] [ 17 ] [ 41 ] [ 97 ] |
| 13   | Marcos Serrano                  | Liberty Seguros                                                  | Alcalde, MS, SRR                | Sí     | [ 17 ] [ 41 ] [ 97 ]        |
| 14   | Roberto Heras                   | Positiu en Volta a Espanya de 2005. Últim equip: Liberty Seguros | RH                              | Sí     | [ 17 ] [ 97 ]               |
| 16   | Ángel Vicioso                   | Liberty Seguros                                                  | AV, Vcs, Vic                    | Sí     | [ 41 ] [ 97 ]               |
| 17   | Francisco Mancebo               | Ag2r                                                             | Paco, Goku                      | Sí     | [ 41 ]                      |
| 19   | Constantino Zaballa             | Caisse d'Epargne                                                 | Falla                           | Sí     | [ 10 ] [ 41 ]               |
|      | Marco Pantani                   | Mort el 14 de febrer de 2004                                     | PTNI                            | Sí     | [ 41 ]                      |
|      | Àngel Edo                       | Andalusia Paul Versen                                            | Edo                             | Sí     | [ 41 ]                      |
|      | Jesús Hernández                 | Liberty Seguros                                                  | Hdez                            | Sí     | [ 41 ]                      |
|      | David Etxebarria                | Liberty Seguros                                                  | ETB                             | Sí     | [ 41 ]                      |
|      | Joseba Beloki                   | Liberty Seguros                                                  | JB, Blk, nom real               | Sí     | [ 41 ] [ 97 ] [ 97 ]        |
|      | Igor González de Galdeano       | Retirat després del 2005. Últim equip: Liberty Seguros           | IG, nom real                    | Sí     | [ 97 ]                      |
|      | Alberto Contador                | Liberty Seguros                                                  | AC, nom real                    | Sí     | [ 97 ]                      |
|      | Allan Davis                     | Liberty Seguros                                                  | AD, nom real                    | Sí     | [ 97 ]                      |
|      | Isidro Nozal                    | Liberty Seguros                                                  | nom real                        | Sí     | [ 17 ] [ 97 ]               |
|      | Dariusz Baranowski              | Liberty Seguros                                                  | nom real                        | Sí     | [ 97 ]                      |
|      | Nuno Ribeiro                    | Liberty Seguros                                                  | nom real                        | Sí     | [ 97 ]                      |
|      | Sergio Paulinho                 | Liberty Seguros                                                  | nom real                        | Sí     | [ 97 ]                      |
|      | Luis León Sánchez               | Liberty Seguros                                                  | nom real                        | Sí     | [ 97 ]                      |
|      | René Andrle                     | Liberty Seguros                                                  | nom real                        | Sí     | [ 97 ]                      |
|      | Jan Hruška                      | Liberty Seguros                                                  | nom real                        | Sí     | [ 97 ]                      |
|      | Koldo Gil (*)                   | Saunier Duval                                                    | nom real                        | Sí     | [ 97 ]                      |
|      | Carlos Zárate (*)               | Saunier Duval                                                    | Zárate                          | Sí     | [ 41 ]                      |
|      | Javier Pascual Llorente         | Comunitat Valenciana                                             | Llorente                        | Sí     | [ 41 ]                      |
|      | David Blanco                    | Comunitat Valenciana                                             | Blanco, nom real                | Sí     | [ 41 ]                      |
|      | Eladio Jiménez                  | Comunitat Valenciana                                             | Eladio                          | Sí     | [ 41 ]                      |
|      | Javier Pascual Rodríguez        | Comunitat Valenciana                                             | P. Rodríguez, Pascual Rodríguez | Sí     | [ 41 ]                      |
|      | David Bernabeu                  | Comunitat Valenciana                                             | Bernabeu                        | Sí     | [ 41 ]                      |
|      | Rubén Plaza                     | Comunitat Valenciana                                             | Rubén, nom real                 | Sí     | [ 41 ]                      |
|      | David Latasa                    | Comunitat Valenciana                                             | Latasa                          | Sí     | [ 41 ]                      |
|      | Carlos García Quesada           | Comunitat Valenciana                                             | Carlos, Carlos García           | Sí     | [ 41 ]                      |
|      | Francisco Cabello               | Comunitat Valenciana                                             | Cabello                         | Sí     | [ 41 ]                      |
|      | José Luis Martínez              | Comunitat Valenciana                                             | Martínez                        | Sí     | [ 41 ]                      |
|      | Vicente Ballester               | Comunitat Valenciana                                             | Ballester                       | Sí     | [ 41 ]                      |
|      | José Adrián Bonilla             | Comunitat Valenciana                                             | Bonilla Alfredo                 | Sí     | [ 41 ]                      |
|      | Manuel Lloret                   | Comunitat Valenciana                                             | Lloret                          | Sí     | [ 41 ]                      |
|      | Antonio Olmo                    | Comunitat Valenciana                                             | Olmo                            | Sí     | [ 41 ]                      |
|      | Adolfo García Quesada           | Comunitat Valenciana                                             | Fito                            | Sí     | [ 41 ]                      |
|      | Javier Cherro                   | Comunitat Valenciana                                             | Cherro                          | Sí     | [ 41 ]                      |
|      | Juan Gomis                      | Comunitat Valenciana                                             | nom real                        | Sí     | [ 41 ]                      |
|      | Ángel Casero                    | Retirat després del 2005. Últim equip: Comunitat Valenciana      | Casero                          | Sí     | [ 41 ]                      |

- El color no indica grau de culpabilitat, sinó l'equip al qual pertanyien.

(*) Nota: Aquests dos ciclistes militaven el 2006 (quan es va conèixer l'Operació Port) en el Saunier Duval, encara que en l'informe es detalla que la seva implicació a la xarxa de Fuentes es devia a uns papers relatius a la temporada 2005, quan cap dels dos estava encara a Saunier Duval, sinó en algun dels equips amb més ciclistes implicats per la Guàrdia Civil com a clients d'Fuentes: Koldo Gil en el Liberty Seguros (any en què va guanyar una etapa en el Giro d'Itàlia) i Carlos Zárate en el Comunitat Valenciana.
També van ser identificats els següents preparadors com a participants de la trama (com a clients, facilitadors, administradors o autoritzadors de les pràctiques del doctor Fuentes):
- Manolo Saiz, mànager general de l'equip ciclista Liberty Seguros-Würth.[97]
- José Ignacio Labarta, preparador de l'equip ciclista Comunitat Valenciana.[10][17][97]
- Álvaro Pino, exdirector esportiu dels equips ciclistes Kelme i Phonak.[17]
- Yolanda Fuentes, metge de l'equip ciclista Comunitat Valenciana i germana d'Eufemiano Fuentes.[41]
- Vicente Belda, director principal de l'equip ciclista Comunitat Valenciana.[41]
- Rudy Pevenage, assessor personal de Jan Ullrich i director esportiu de l'equip ciclista T-Mobile.[97][98]

### No identificats
Alguns dels clients de la xarxa de dopatge que figuraven amb noms en clau en els manuscrits i la documentació confiscada durant les detencions i escorcolls del 23 de maig de 2006, no van poder ser identificats per la Guàrdia Civil.
Es dona la circumstància que alguns dels clients amb nom en clau no identificat estaven sent tractats per la xarxa de dopatge per a aquest mateix any 2006, amb extraccions sanguínies realitzades amb data posterior a l'inici dels seguiments de l'institut armat en febrer (incloent els seus enregistraments de vídeo sobre les entrades i sortides en les instal·lacions de la xarxa). Així, mentre alguns clients tractats per 2006 van ser gravats i, per tant, identificats, uns altres no ho van ser.
Aquests són els noms en clau trobats que romanen sense ser identificats, detallant en cada cas l'any que va rebre tractament (en cas de conèixer-se):
| n.º | Noms en clau      | Id. GC | Any del tractament | Noms reals suggerits i altres observacions |
| --- | ----------------- | ------ | ------------------ | --- |
| 9   | Urco, Urko        | No     | 2004               | |
| 10  | Rosa              | No     |                    | |
| 15  | César             | No     | 2004, 2005         | |
| 24  | Clasicomano Luigi | No     | 2006               | |
| 25  | Amic de Birillo   | No     |                    | Frank Schleck, segons el diari alemany Süddeutsche Zeitung. Va admetre haver efectuat una transferència bancària de 6.200 euros a Fuentes.                                               |
| 26  | Horta             | No     | 2006               | |
| 33  | Clasicómano       | No     | 2003               | |
| 101 | 101               | No     |                    | |
|     | Cowboy            | No     | 2003               | |
|     | Panticosa         | No     | 2003               | Segons el diari El País, podria tractar-se del nom en clau d'una ubicació geogràfica. |
|     | Pavarotti         | No     | 2003               | Mario Cipollini, segons el diari italià La Repubblica. |
|     | Pepito            | No     | 2003               | |
|     | Obélix            | No     | 2003               | |
|     | Nibelungo         | No     | 2003               | |
|     | LES               | No     | 2003               | |
|     | María             | No     | 2002, 2003, 2004   | El rumor encoratjat per Jesús Manzano que podria ser José María Jiménez (El Chava) no resultaria plausible, ja que el ciclista avilès va morir el 6 de desembre de 2003.                 |
|     | Mari              | No     | 2006               | Amb tres extraccions sanguínies datades el 5 de gener, 17 de febrer i 16 de març de 2006, les dues últimes es van realitzar quan els seguiments de la Guàrdia Civil ja s'havien iniciat. |
|     | Rosa              | No     | 2003, 2004         | |
|     | MZD               | No     | 2005               | Eddy Mazzoleni (ja implicat i sancionat pel cas Oil for Drugs), segons el diari El País, seria el nom barrejat per la Guàrdia Civil i els Carabinieri.                                   |
|     | Gemma             | No     |                    | |
|     | Rosa              | No     |                    | |
|     | ANA               | No     |                    | |
|     | CFA               | No     |                    | |
|     | Sofa              | No     |                    | |
|     | Tonante           | No     | 2005               | Es tractaria d'un famós atleta mediofondista, segons el diari ABC. |
|     | Tor               | No     |                    | |
|     | Guri              | No     |                    | |
|     | Huri              | No     |                    | |
|     | Blau              | No     |                    | |
|     | Milà              | No     |                    | |
|     | Quebrantahuesos   | No     |                    | Seria un ciclista aragonès, segons l'institut armat. |

### Altres esports
Des d'un primer moment, els investigadors van apuntar al fet que entre els esportistes clients de la xarxa de dopatge d'Eufemiano Fuentes no només hi havia ciclistes, sinó que també hi hauria futbolistes, atletes, tennistes i altres esportistes. Els 58 clients identificats per la Guàrdia Civil van ser ciclistes, mentre que altres noms en clau no van ser identificats. No obstant això, la llista de clients de Fuentes seria més extensa que els noms en clau ja coneguts que no han sigut identificats. Això és degut al fet que el jutge Serrano, en decidir que només s'investigaria un presumpte delicte contra la salut pública (en no ser el dopatge un delicte en Espanya), va prohibir als investigadors accedir al contingut dels dos ordinadors confiscats en els escorcolls, i que presumiblement tindrien abundant informació i més noms (en clau o reals) d'esportistes d'altres disciplines alienes al ciclisme, com el futbol i el tennis. La Guàrdia Civil tenia vídeos i enregistraments en els quals apareixerien esportistes de nivell mundial no ciclistes.
L'escàndol associat va créixer en confirmar públicament Eufemiano Fuentes, en sengles entrevistes a la Cadena SER i al diari Le Monde, que els ciclistes amb prou feines suposaven una part de la seva cartera de clients, que incloïa a futbolistes (de Primera i Segona Divisió), tenistes o atletes. Així mateix, Fuentes va declarar que el fet que no sortissin esportistes d'aquestes disciplines com implicats, es devia a què aquests esports tenien més poder que el ciclisme, i que de conèixer-se la identitat dels esportistes no ciclistes que acudien a ell podria costar el càrrec a qui dirigia l'esport a Espanya, Jaime Lissavetzky (Secretari d'Estat per a l'Esport).
Lissavetzky i el CSD van dir que no hi havia ni futbolistes ni tennistes implicats en l'Operació Port, sinó únicament ciclistes. Aquestes declaracions contradeien a l'expressat a l'inici de la investigació per la Guàrdia Civil i a les afirmacions realitzades pel doctor Fuentes.

#### Tennis
Els investigadors van apuntar des d'un primer moment que entre els clients de la xarxa de dopatge desarticulada hi havia tennistes, afirmació corroborada pel mateix Eufemiano Fuentes en sengles entrevistas a la Cadena SER i al diari Le Monde. Davant els rumors que Rafael Nadal (llavors número dos del món) anés a un d'aquests clients, la ministra d'Educació i Esports espanyola Mercedes Cabrera i el Secretari d'Estat per a l'Esport Jaime Lissavetzky, van anunciar que no hi havia cap tennista (ni espanyol ni estranger) en el sumari.

#### Futbol
La FIFA, després de consultar-li-ho al secretari d'Estat espanyol per a l'Esport, Jaime Lissavetzky, va anunciar el 3 de juliol de 2006 que cap futbolista figurava en la llista de clients identificats pels investigadors.
El diari francès Le Monde va publicar el 7 de desembre de 2006 que Eufemiano Fuentes tenia relació amb els clubs Reial Madrid, FC Barcelona, Reial Betis i València CF. Eufemiano Fuentes va desmentir aquesta informació a TVE, en considerar les acusacions massa greus. En l'entrevista concedida a Le Monde aquest mateix mes, en ser preguntat sobre si s'havia ocupat d'equips com el Reial Madrid o el FC Barcelona, el doctor Fuentes va dir que no podia respondre perquè li havien amenaçat de mort en tres ocasions.
Le Monde va recolzar les seves acusacions publicant unes taules de preparació escrites a mà, que hauria dissenyat el doctor Fuentes per al FC Barcelona i que no haurien estat confiscades per la Guàrdia Civil, perquè l'institut armat no va registrar a temps l'habitatge del doctor Fuentes en Canàries. En aquestes taules es feia servir una simbologia idèntica a la de les taules de preparació dels ciclistes (confiscades en els escorcolls de Madrid), que indicarien administració d'esteroides, anabolitzants i precursors (indetectables en els controls) d'hormona de creixement, així com ocasionalment EPO i extraccions/reposicions sanguínies.
El FC Barcelona va portar als tribunals a la publicació per difamació i calúmnies, obtenint el suport de la Justícia espanyola, que va condemnar al diari a pagar una indemnització de 300.000 euros al club blaugrana. El Reial Madrid també va denunciar a Le Monde, guanyant un judici que va condemnar al diari a pagar al club blanc i els seus serveis mèdics 330.000 euros, en considerar que les greus acusacions abocades contra l'honor del club no tenien arguments sòlids i solvents que les sostinguessin.
Le Monde va anunciar la seva intenció de recórrer la sentència en ambdós casos.

#### Atletisme
Segons el diari espanyol ABC, entre la documentació intervinguda en els escorcolls hi havia taules de preparació per atletes dissenyades per Eufemiano Fuentes, amb asteriscos identificant les proves més importants, com el Campionat d'Espanya d'atletisme (celebrat en Salamanca) i el Campionat d'Europa d'atletisme (celebrat en Múnic), ambdós el 2002.
Així mateix, s'hauria detectat un fax enviat a Fuentes per Rosa Colorado, entrenadora personal de diversos atletes espanyols.

#### Boxa
Segons el setmanari espanyol Interviú, el boxador espanyol Kiko La Sensació Martínez, campió d'Europa de pes supergall, seria client de la xarxa de dopatge desarticulada. El púgil va portar el cas als tribunals per atemptar contra el seu honor i danys morals.
El diari Le Monde, per la seva banda, va apuntar al boxador francès Souleymane M'Baye, campió del món del pes superlleuger i fotografiat pels investigadors de la Guàrdia Civil, al costat de Eufemiano Fuentes, a la sortida d'una cafeteria madrilenya el 3 de maig de 2006 (vint dies abans de les detencions), com a client de la xarxa.

## Conseqüències de l'Operació Port

### Nova llei antidopatge a Espanya
Una de les conseqüències de l'Operació Port va ser que va quedar al descobert que el dopatge no era un delicte segons la legislació espanyola vigent en aquest moment (2006). Aquest fet va obligar les Corts espanyoles (institució que té el poder legislatiu segons la Constitució espanyola) a aprovar el 2 de novembre de 2006 una nova llei contra el dopatge en Espanya.
La Llei Orgànica 7/2006 de 21 de novembre de Protecció de la Salut i de Lluita contra el Dopatge en l'Esport, no obstant això, no tenia caràcter retroactiu, per la qual cosa els implicats en l'Operació Port van ser jutjats sobre la base de l'antiga llei, segons la qual el dopatge no era un delicte penal a Espanya.

### Estranys successos en el Giro d'Itàlia 2006
En el Giro d'Itàlia 2006 van ocórrer diversos fets estranys, per a la comprensió dels quals resultarien claus les informacions i proves exposades per la Guàrdia Civil en el seu informe sobre el cas (incloent converses telefòniques reveladores que van ser gravades en el transcurs d'aquesta carrera). Cal recordar que les primeres notícies sobre l'Operació Port contra el dopatge es van conèixer el dia 23 de maig de 2006 (dia de les detencions), és a dir, en l'última setmana de competició del Giro d'Itàlia, i que la carrera italiana seria identificada com "el festival de maig" en la documentació confiscada a Eufemiano Fuentes i els seus col·laboradors. A més, el correu de la xarxa de dopatge, Alberto León, portava en el moment de la seva detenció un resguard de bitllet d'avió a Milà datat el 22 de maig, en ple Gir.
En el document 65 confiscat durant els escorcolls figurava un llistat de "col·laboradors i participants en el festival que té lloc el mes de maig", en el qual figuraven, a més d'Alberto León i Alessandro Kalc (col·laboradors en labors de transport), els següents cinc ciclistes:

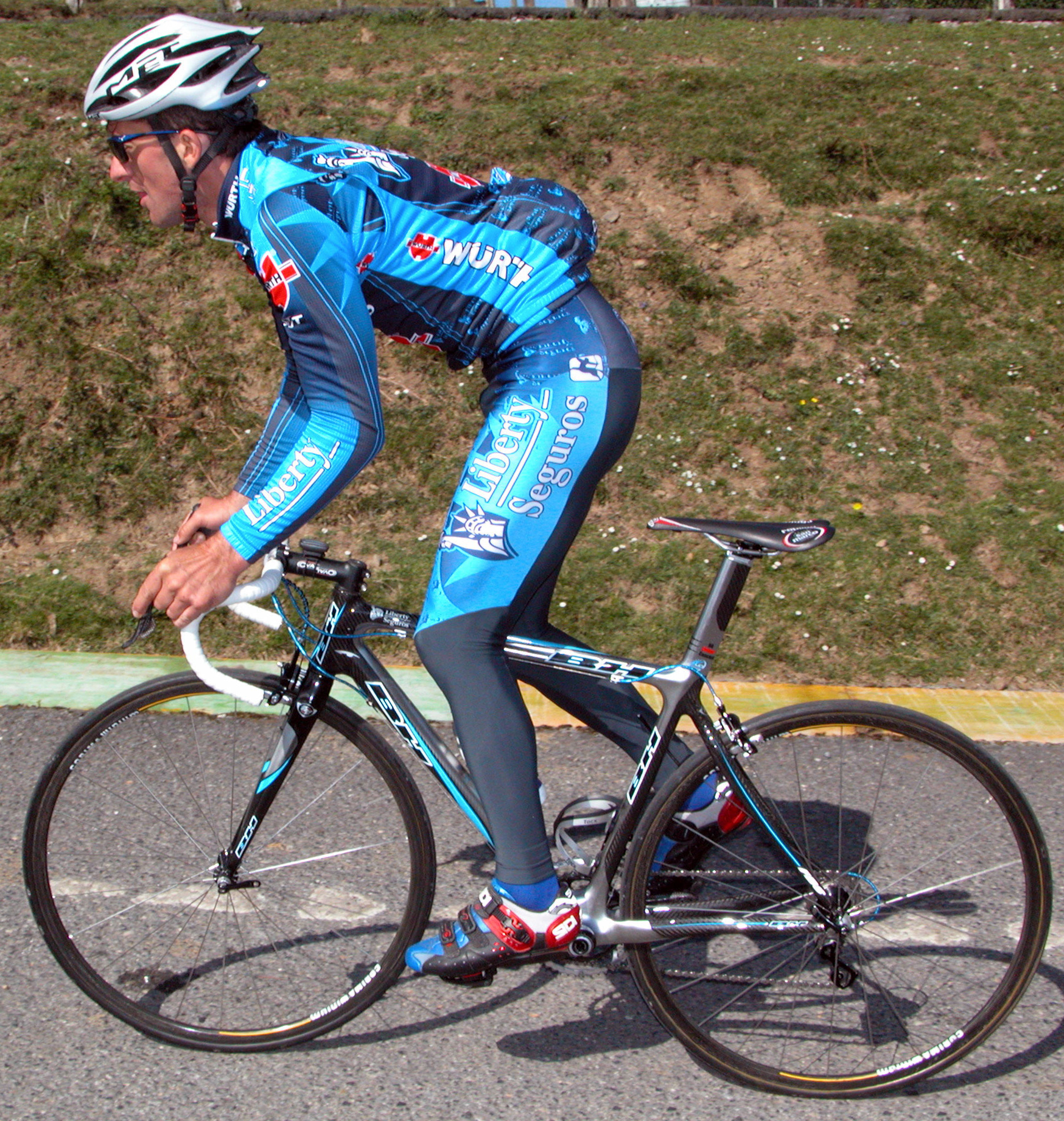
Serrano.

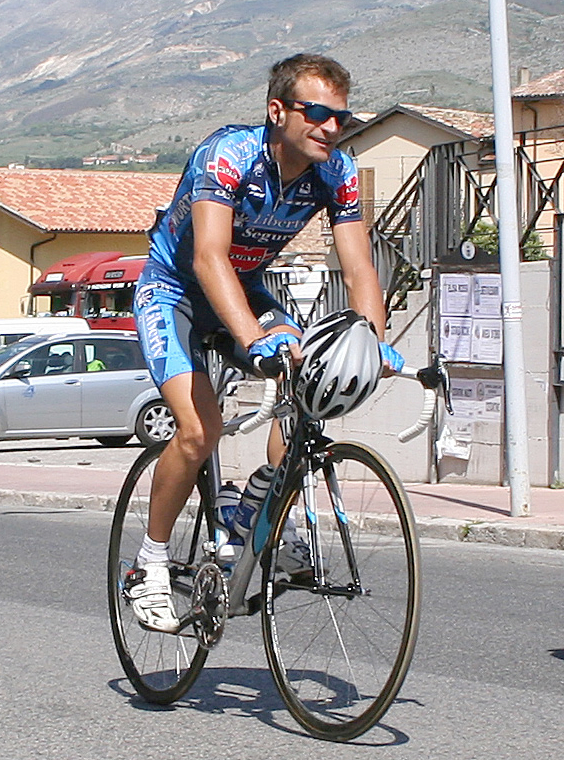
Scarponi.

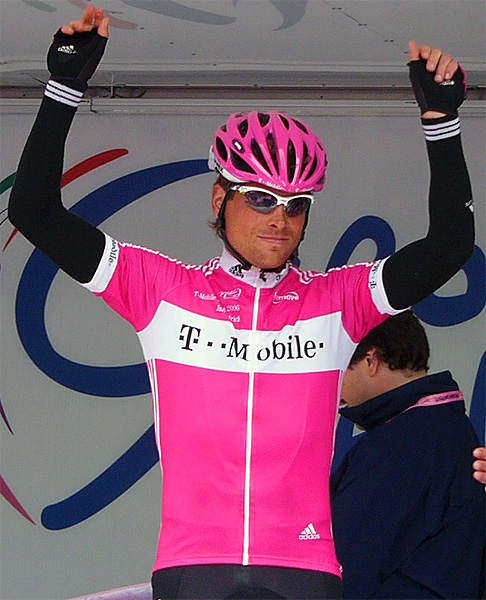
Jan Ullrich.

- Marcos Serrano (Liberty Seguros) va abandonar la gran volta italiana la nit del divendres 19 de maig (després de la 12a etapa), després de trobar-se sobtadament malalt a l'hotel després del sopar. En el comunicat de l'equip es va especificar que sofria febre alta i episodis de vòmits, per la qual cosa va ser traslladat d'urgència a l'hospital de Tortona, on va romandre ingressat en l'UCI el cap de setmana.[60] No obstant això, al seu retorn a Espanya va estar ingressat 10 dies en un hospital de Vigo, a causa d'una intoxicació medicamentosa, segons es va informar a la Guàrdia Civil. En les primeres hores de la malaltia, l'esposa de Serrano va enviar un SMS al doctor Fuentes demanant-li explicacions sobre el mal del seu cònjuge.[125] Poc després, el dimarts 23 de maig, es van realitzar les primeres detencions, inclosos el doctor Fuentes i Manolo Saiz, mánager general del seu equip. Serrano seria identificat en l'informe final de la Guàrdia Civil com un dels clients de Fuentes, sota els noms en clau nombre 13, Alcalde, MS i SRR,[17][41][97] i, segons la documentació intervinguda, s'hauria injectat una bossa de sang pròpia (prèviament extreta) el 12 de maig, una setmana abans de trobar-se seriosament indisposat.[60] Quan els investigadors li van preguntar al corredor per aquesta situació, el ciclista es va negar a col·laborar, argumentant que havia estat víctima d'un virus.[125]

- Michele Scarponi (Liberty Seguros) va tenir un paper actiu en el Gir, però va abandonar la carrera en la 17a etapa (24 de maig), amb prou feines un dia després de les detencions de Madrid. L'informe de la Guàrdia Civil li va identificar com a client de la xarxa de dopatge de Fuentes sota els noms en clau nombre 32, Zapatero i President. Gairebé un any després, en la primavera de 2007, el Comitè Olímpic Nacional Italià va confirmar aquesta identificació, amb la seva consegüent sanció, atenuada per la col·laboració del mateix ciclista.
- Jan Ullrich (T-Mobile) va guanyar el dijous 18 de maig l'11a etapa, una contrarellotge de 50 quilòmetres, malgrat trobar-se amb sobrepès i fora de forma.[98] El 26 de maig (19a etapa), tres dies després que s'efectuessin les primeres detencions en Madrid (i quan encara no havien sortit els noms dels ciclistes implicats), Ullrich va abandonar la gran volta italiana, al·legant que tenia uns problemes d'esquena i que no volia forçar-se per no posar en risc la seva preparació pel Tour de França 2006, el seu gran objectiu de la temporada. L'informe de la Guàrdia Civil li va identificar com a client de Fuentes sota els noms en clau nombre 1, Jan i Fill de Rudicio (en al·lusió al fet que el seu mentor era Rudy Pevenage, Rudicio, enllaç entre Fuentes i el ciclista alemany). De fet, Ullrich hauria rebut una reinfusió de tres unitats i mitjana de siberias (concentrats d'hematíes congelats) l'1 de maig, cinc dies abans que comencés el Gir.[98] Gairebé un any després, en la primavera de 2007, la policia alemanya va confirmar aquesta identificació després d'una prova de ADN.

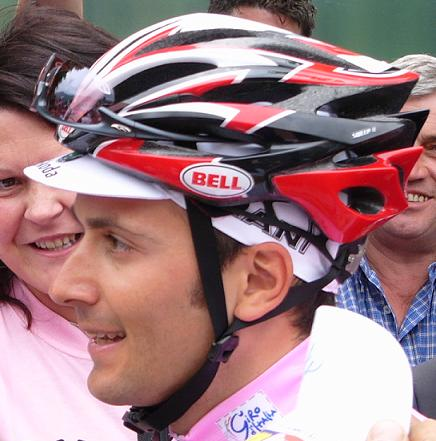
Ivan Basso.

- Ivan Basso (Team CSC) va guanyar la classificació general, vestint la maglia rosa en el podi final de Milà; era el seu major assoliment com a professional. L'informe de la Guàrdia Civil li va identificar com a client de la xarxa de dopatge de Fuentes sota els noms en clau nombre 2 i Birillo. Gairebé un any després, en la primavera de 2007, seria confirmat i sancionat amb una suspensió de dos anys pel CONI.
- José Enrique Gutiérrez (Phonak) va ser segon en la classificació general, pujant al segon graó del podi final de Milà; era el seu major assoliment com a professional. No obstant això, va ser identificat com a client de la xarxa de dopatge d'Eufemiano Fuentes per la Guàrdia Civil.[10][17][41][97]

Malgrat que tots ells van ser identificats per la Guàrdia Civil com a clients de la xarxa de dopatge de Fuentes (i fins i tot, en alguns casos, confirmats i sancionats per això), durant aquest Gir 2006 en concret, l'organització del Giro d'Itàlia no els va desqualificar ni els va retirar de les seves classificacions, per la qual cosa tots ells mantenen oficialment les seves victòries, podis i maglia rosa en aquesta edició de la ronda italiana.

### Fugida de patrocinadors
Els dos equips més afectats i implicats en l'Operació Port, el Liberty Seguros (de categoria ProTour) i el Comunitat Valenciana (de categoria Continental Professional), van perdre els seus patrocinadors principals a conseqüència de l'escàndol.
Segons consta en l'informe de la Guàrdia Civil, el doctor Fuentes es referia als integrants de l'equip Liberty Assegurances com "els blaus" i als de l'equip Comunitat Valenciana com "els verds", a més de figurar el seu nom complet en els manuscrits de Fuentes.

#### Liberty Seguros (els blaus)
El 23 de maig, Manolo Saiz (màxim responsable i cap visible de l'equip) va ser detingut per la Guàrdia Civil. En el moment de la seva detenció portava un maletí amb 60.000 euros en efectiu i una bossa isotèrmica amb substàncies dopants, donant-se la circumstància que aquesta mateixa tarda havia de dirigir-se als Pirineus para allí reunir-se amb els seus ciclistes, dins de la concentració de preparació prèvia al Tour de França. Saiz va ser alliberat l'endemà (24 de maig), després d'haver confirmat a la seva declaració que part dels seus ciclistes recorrien als serveis de la xarxa de Fuentes.
El 25 de maig, l'endemà passat de les detencions, l'empresa Liberty Seguros va retirar el seu patrocini a l'equip de Manolo Saiz pels danys causats al seu nom i al ciclisme. D'aquesta manera l'equip es va quedar sense el finançament del seu principal patrocinador, quan la temporada es trobava en ple inici. L'esquadra va passar així a anomenar-se únicament Würth (el copatrocinador que va romandre finançant a l'equip), esborrant les referències a Liberty dels seus mallots, cotxes i autobusos per participar en la Euskal Bizikleta.
Saiz, qui en un primer moment havia mentit al seu equip assegurant que el que portava en el moment de la seva detenció no eren substàncies dopants sinó productes contra l'asma, va anunciar el 8 de juny el seu retir temporal de l'adreça de l'equip (sent rellevat pel fins llavors adjunt Marino Lejarreta), així com de les seves funcions en organismes internacionals. Abans del seu retir havia estat treballant per trobar un nou patrocinador per a l'equip.
Aquest finalment va arribar del Kazakhstan, país del corredor estrella de l'equip, Aleksandr Vinokúrov, qui va anomenar personalment al Primer Ministre del Kazakhstan, antic ciclista i president de la federació de ciclisme. A canvi d'un patrocini de vuit milions d'euros, l'equip passava a dir-se Astana-Würth, en ser Astana el nom de la capital del país i del principal holding empresarial kazakh, i continuava Würth com copatrocinador de la formació, de la qual seguia sent propietària Active Bay (propietat al seu torn de Manolo Saiz). El nou mallot (amb el color blau turquesa de la bandera kazakh) va ser estrenat el 23 de juny, en el Campionat d'Espanya en contrarellotge.
El 25 i 26 de juny el diari El País va publicar que més de la meitat de la plantilla de l'equip va ser identificada per la Guàrdia Civil entre els clients de la xarxa de dopatge desarticulada. Entre la documentació intervinguda en els escorcolls als habitatges de Eufemiano Fuentes, es van trobar fulls d'impressora del programa Excel oficials de l'equip Liberty Assegurances, que contenien calendaris de preparació individualitzats per a diversos dels seus corredors; aquests calendaris de preparació incloïen medicaments (EPO, hormona del creixement, IGF-1, HMG o pegats de testosterona) i extraccions/reinfusiones sanguínies. També es va trobar en poder de Fuentes una targeta plastificada de 2004 amb els noms i números de telèfon (de casa i de mòbil) de tècnics i ciclistes de l'equip.
Es va revelar, així mateix, que els metges oficials de l'equip tindrien com a funció "apagar els focs" creats per Fuentes, és a dir, evitar que les pràctiques dopants dels seus corredors suposessin positius en els controlis antidopatge.
Després d'aquestes revelacions, la participació de l'equip en el Tour de França 2006 va quedar seriosament compromesa després de descobrir-se la implicació de responsables i ciclistes de la formació a la xarxa de dopatge desarticulada, no podent disputar finalment la Gran Boucle (vegeu a baix).

#### Comunitat Valenciana (els verds)
El 23 de maig, José Ignacio Labarta (director adjunt i preparador físic de l'equip) va ser detingut per la Guàrdia Civil, sent identificat com un dels responsables de la xarxa de dopatge i estret col·laborador de Eufemiano Fuentes, intercanviant amb aquest substàncies dopants mitjançant missatgeria.
Labarta va ser apartat de la disciplina de l'equip, encara que la implicació de la formació en la trama, segons la Guàrdia Civil, no es limitava a ell, sinó que incloïa a Vicente Belda (director esportiu), Yolanda Fuentes (metge de l'equip i germana d'Eufemiano) i gran part de la plantilla de l'equip, així com l'antany director de l'esquadra Álvaro Pino. Es donava, a més, la circumstància que el mateix Eufemiano Fuentes havia estat el cap mèdic oficial de l'equip durant diversos anys en el passat.
Com a conseqüència d'aquesta situació, el 13 de juny els organitzadors del Tour de França 2006 van decidir retirar la seva invitació a l'equip. L'equip (no ProTour i, per tant, amb una participació no assegurada, pendent d'una invitació dels organitzadors) havia estat convidat per primera vegada des de 2003, després d'haver estat exclòs en 2004 i 2005 per les denúncies de dopatge intern de Jesús Manzano en el diari As.
El 27 de juliol els organitzadors de la Volta a Espanya de 2006 van actuar de la mateixa manera i van retirar la seva invitació.
L'exclusió de l'equip del Tour i la Volta va ocasionar que la Generalitat Valenciana decidís retirar el seu patrocini (sota la marca Comunitat Valenciana). Com a conseqüència de la retirada del seu patrocinador principal, l'equip, continuador de l'històric Kelme, va desaparèixer en finalitzar la temporada 2006.

### Plantada en el Campionat d'Espanya de ciclisme en ruta 2006
Entre el diumenge 25 de juny i el dilluns 26 de juny de 2006, el diari El País va publicar un extens reportatge sobre la investigació de la Guàrdia Civil. Aquest reportatge especificava que hi havia 58 clients identificats (tots ciclistes) per l'institut armat (entre ells, 15 del Liberty Seguros i 23 del Comunitat Valenciana), a més d'aportar nombrosos detalls de la trama (ofertes de pràctiques dopants, el preu a pagar: fins a 40.000 euros anuals, etc.), i una part de la declaració de Manolo Saiz durant la seva detenció, reconeixent relacions d'alguns corredors del seu equip (Liberty Seguros) amb el metge Eufemiano Fuentes.
El 25 de juny de 2006, dia en què es va publicar la primera part del reportatge, havia de celebrar-se el Campionat d'Espanya de ciclisme en ruta. No obstant això, els ciclistes espanyols van decidir no realitzar-lo, aturar-se en la línia de sortida i negar-se a disputar la carrera, com a forma de protesta contra les filtracions i defensar la seva presumpció d'innocència, per la qual cosa aquest any el palmarès de la prova va quedar desert (fet que no succeïa des de 1937, per la Guerra Civil espanyola). L'impulsor hauria estat un ciclista de l'equip Comunitat Valenciana, un dels equips més afectats per l'Operació Port en figurar la majoria dels seus ciclistes en la documentació confiscada al doctor Fuentes, i, per tant, en l'informe del cas elaborat per la Guàrdia Civil. El boicot a la prova va ser aplaudit pel director esportiu d'aquest equip, Vicente Belda.
Consumada l'aturada, es va produir després una tibant reunió dels ciclistes en un hotel de Móstoles sobre l'actitud a mostrar davant la premsa.

### Exclusions en el Tour de França 2006

#### Invitació retirada a "els verds"
El 13 de juny els organitzadors del Tour de França 2006 van decidir retirar la seva invitació a l'equip Comunitat Valenciana per la seva implicació en la trama de dopatge destapada el 23 de maig, amb la detenció, entre d'altres, del director adjunt de la formació. L'equip (no ProTour i, per tant, amb una participació no assegurada, pendent d'una invitació dels organitzadors) havia estat convidat per primera vegada des de 2003, després d'haver estat exclòs en 2004 i 2005, precisament per les denúncies de dopatge intern de Jesús Manzano en l'diari As que aquesta investigació va revelar com a certes.

#### Veto a "els blaus" de l'Astana-Würth
El 22 de juny l'Astana-Würth (continuador del Liberty Seguros i propietat de Manolo Saiz) va ser ratificat per a la seva disputa en el Tour de França 2006 per l'UCI, al no disposar-se en aquest moment de suficients proves en contra de l'equip. No obstant això, el 25 i 26 de juny el diari El País va publicar un extens reportatge sobre la investigació del cas realitzada per la Guàrdia Civil, revelant-se la implicació de responsables i ciclistes (més de la meitat del total) a la xarxa de dopatge desarticulada.
Com a conseqüència d'aquestes revelacions, el 26 de juny a la tarda el director del Tour de França va comunicar per fax a l'equip (així com a l'UCI i l'Associació d'Equips), que no permetria la seva participació en la prova després de les informacions publicades per mantenir el bon nom de la Gran Boucle, emparant-se en el seu dret de no admetre a formacions indesitjables. L'equip va recórrer aquesta decisió, i el 29 de juny el TAS va autoritzar a l'equip a participar en el Tour, en contra de la tesi de l'organització.
Aquest 29 de juny el jutge Serrano va aixecar parcialment el secret de sumari, i el CSD espanyol va enviar a l'UCI i a les autoritats franceses un resum de 50 pàgines, de l'informe de 500 pàgines, realitzat pels investigadors de la Guàrdia Civil. L'organització, després d'estudiar l'informe, va excloure el 30 de juny (un dia abans de l'inici de la carrera) a cinc (Beloki, Contador, Davis, Nozal i Paulinho) dels nou inscrits per l'equip per la seva implicació en la trama de dopatge. El director de la Gran Boucle, Christian Prudhomme, va acusar la formació de practicar un dopatge organitzat, i va suggerir que, en cas d'haver disposat de l'informe 24 hores abans, el mateix TAS hauria negat a l'equip la possibilitat de prendre part en la ronda gal·la.
El fet que més de la meitat dels corredors inscrits per la formació es trobessin en aquesta situació, va fer que els quatre ciclistes de l'equip inscrits i no implicats (inclòs el cap de files que va arribar aquest any, Aleksandr Vinokúrov), tampoc poguessin participar perquè l'esquadra no disposava del mínim requerit de corredors (cinc) per poder prendre la sortida.
Per aquest motiu, finalment cap ciclista de l'equip continuador del Libery Seguros, als corredors dels quals clients es referia Eufemiano Fuentes com els blaus pel color del seu mallot, va prendre la sortida d'una ronda gal·la que començava l'1 de juliol en Estrasburg.

#### Exclusions individualitzades de "els meus"
El 27 de juny, a propòsit de les revelacions del diari El País que implicaven a Ullrich, l'adreça del Tour de França va assenyalar que no hi havia problema amb l'alemany, apuntant que podria participar en la ronda gal·la, ja que no havia estat oficialment identificat.
El 29 de juny el jutge va aixecar parcialment el secret de sumari, i l'UCI i les autoritats franceses van rebre un resum (50 pàgines) de l'informe (500 pàgines) de la Guàrdia Civil sobre el cas, detallant els noms dels ciclistes identificats com a clients de la xarxa de dopatge desarticulada.
El primer equip a moure fitxa va ser el T-Mobile: aquest mateix matí va dir als seus corredors Jan Ullrich (cap de files) i Óscar Sevilla (un dels seus principals gregaris), així com al director de l'equip Rudy Pevenage, que no prendrien part en la carrera, demanant-los així mateix que abandonessin l'hotel de la formació.
Després d'aquesta decisió de l'equip alemany, al migdia es van reunir els representants de tots els equips amb l'organització del Tour en el Palau de Congressos d'Estrasburg. En la reunió es va votar que tots els equips se sumessin al codi ètic (impulsat en el seu moment per Manolo Saiz), decidint-se l'expulsió de tots els corredors implicats de la carrera. Durant la reunió també es va decidir no substituir amb altres corredors als ciclistes expulsats, fet que provocava la impossibilitat de participació de l'Astana-Würth, al no comptar amb el mínim de corredors.
Com a conseqüència d'aquesta decisió, van ser apartats un dia abans del començament de la ronda gal·la Ivan Basso i Francisco Mancebo, caps de files de CSC i Ag2r, respectivament.

### Absolucions judicials de clients, en qüestió
El Jutjat d'Instrucció n.º 31 de Madrid (encarregat de l'Operació Port i el jutge titular del qual és Antonio Serrano) va certificar per escrit que no existia cap imputació contra diversos ciclistes. Això es devia al fet que la investigació del jutge Serrano se centrava en un presumpte delicte contra la salut pública, no en la trama de dopatge, que no va ser investigada pel jutge, ja que el dopatge no era delicte en Espanya en aquest moment, motiu pel qual els clients ciclistes (no tots els identificats) que van declarar davant el jutge ho van fer com a testimonis, no com imputats.
Els ciclistes absolts van proclamar llavors que d'ara endavant podien competir amb normalitat, ja que no estaven imputats per cap delicte penal. No obstant això, el fet que un d'aquests ciclistes absolts oficialment i per escrit, Jan Ullrich, fos posteriorment confirmat per la justícia alemanya com a client de la xarxa de dopatge realitzant una anàlisi d'ADN, va evidenciar que el document del jutjat només certificava que no estaven sent processats (en no ser el dopatge un delicte penal a Espanya), no que no fossin clients de la xarxa de dopatge o que les identificacions realitzades per la Guàrdia Civil fossin incorrectes.
No obstant això, el jutge es va negar (excepte excepcions) al fet que les proves acumulades per l'institut armat (bosses sanguínies, documents, enregistraments de vídeo i àudio...) fossin facilitades a organismes esportius internacionals (UCI, AMA), per estudiar les proves i imposar, en cas d'estimar-ho oportú, les sancions esportives pertinents.

### Diferències entre ciclistes identificats no sancionats
Gran part dels ciclistes identificats per la Guàrdia Civil com a clients de la xarxa de dopatge d'Eufemiano Fuentes no van ser confirmats i sancionats esportivament, per la qual cosa al no pesar sobre ells imputació penal o suspensió esportiva alguna, podien seguir corrent en les carreres ciclistes. No obstant això, entre el futur professional d'aquests 54 ciclistes va haver-hi moltes diferències, i mentre alguns van veure truncada la seva carrera (passant a formar part d'equips menors o veient-se obligats a retirar-se davant la negativa dels equips), uns altres van seguir amb les seves carreres amb aparent normalitat, arribant a convertir-se, fins i tot, en noms destacats de l'escamot.

#### Retirats sense equip
Alguns ciclistes, al no trobar equip, es van veure obligats a retirar-se. Així, homes com Joseba Beloki, David Etxebarria, Aitor i Unai Osa no tornarien a trobar equip després que esclatés l'Operació Port, malgrat no estar sancionats.

#### Recol·locats en equips menors
Alguns ciclistes, després de ser acomiadats dels seus equips (en compliment del Codi Ètic de l'UCI ProTour), van aconseguir trobar lloc en equips ciclistes de menor categoria (Continental) en tenir tancades les portes dels equips més potents (els ProTour). para posteriorment anar ambdós a l'equip Continental professional nord-americà Rock Racing, on el 2009 coincidirien amb José Enrique Gutiérrez (qui havia estat abans en els equips europeus continentals LPR i Diquigiovanni) i Tyler Hamilton (de tornada després de complir una sanció anterior per dopatge però, de nou, sancionat per un altre cas de dopatge).
Ciclistes com Isidro Nozal i Eladio Jiménez, per la seva banda, van passar pel Karpin Galícia (el director del qual era Álvaro Pino, també implicat), per acabar en modests equips portuguesos, igual que Rubén Plaza i Constantino Zaballa (encara que aquests dos últims després d'haver corregut en el ProTour amb el Caisse d'Epargne).

#### Recol·locats en el ProTour
Alguns ciclistes no van tenir problemes per seguir competint en equips d'UCI ProTour, és a dir, en l'elit. Cal destacar a Alberto Contador, qui aconseguiria la triple corona (Tour de França, Giro d'Itàlia i Vuelta a Espanya) amb els equips ProTour Discovery Channel i Astana. Uns altres amb aquesta mateixa fortuna van ser Luis León Sánchez, Allan Davis i Sergio Paulinho, entre d'altres.